# Karlstad
För andra betydelser, se Karlstad (olika betydelser).
Karlstad (['kɑːɭsta][källa behövs], på värmländska ['kɑlsta]), i äldre tid stavat Carlstad, är en tätort i Värmland, belägen vid Vänerns norra strand. Karlstad är centralort för Karlstads kommun, residensstad för Värmlands län och stiftsstad för Karlstads stift samt sedan 1999 universitetsstad. Karlstad är Sveriges 20:e största tätort med 69 615 invånare (2023) i tätorten.
Karlstad, eller Tingvalla som det hette då, har varit en viktig handelsplats sedan vikingatiden. 1584 fick orten stadsrättigheter av Karl IX, som även gav staden dess nuvarande namn. Karlstad ligger vid den övre sidan av Vänerns strand, på ett deltaområde där Klarälven delar sig i många grenar innan den mynnar ut i Vänern. Värmland är känt som skaldernas landskap och i Karlstad har flera av dem verkat. En av de mest uppskattade är Gustaf Fröding. Karlstads symbol är en glad sol, bekant genom statyn med det namnet, 'Sola i Karlstad', rest avbildande en populär servitris på ett av stadens värdshus.

## Geografi

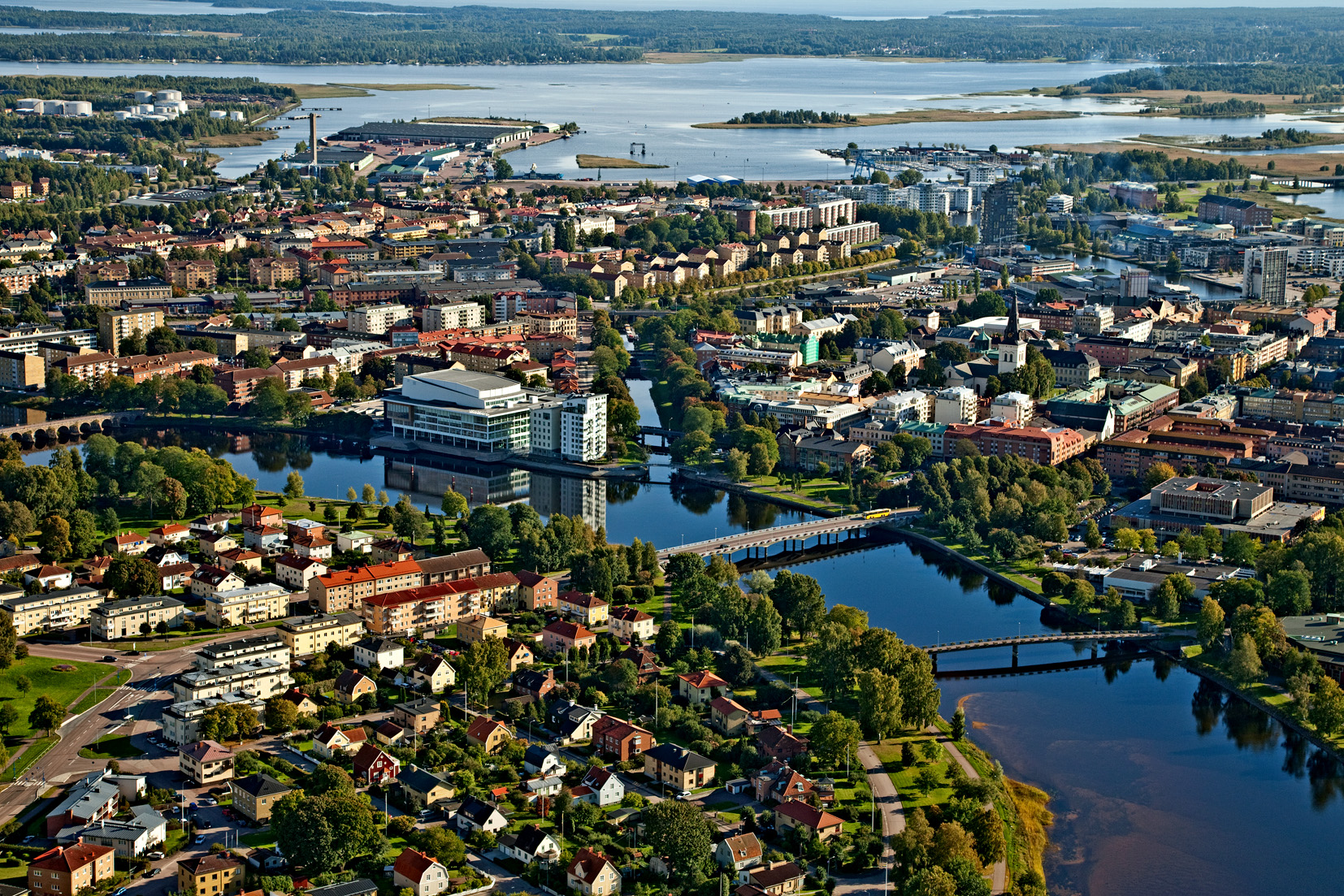
Karlstad med Vänern i bakgrunden.

Karlstad ligger på delar av Klarälvens delta och också delvis vid Vänern. Deltat breder ut sig – förutom i Karlstad, också i Karlstads omgivningar, söder om staden, ner till bland annat Skoghall. En av älvarmarna (den västra) omger den ö (Tingvallaön) centrala Karlstad är byggt på. Deltat leder till att det finns mycket vatten i staden i form av olika älvarmar, sjöar och vikar på grund av ett typfall av korvsjöbildning. Deltalandskapet leder också till att landskapet vid älvarmarna är förhållandevis platt, men det finns en del höjder och höjdformationer i staden, som inte har koppling till älvens avlagringar. Det gäller särskilt norr och öster om deltat, liksom söder om deltat på Hammarön. Domkyrkan ligger dessutom på en högre punkt (det så kallade Lagberget) på Tingvallaön mitt i deltat, mellan alla älvarmar.

## Historia

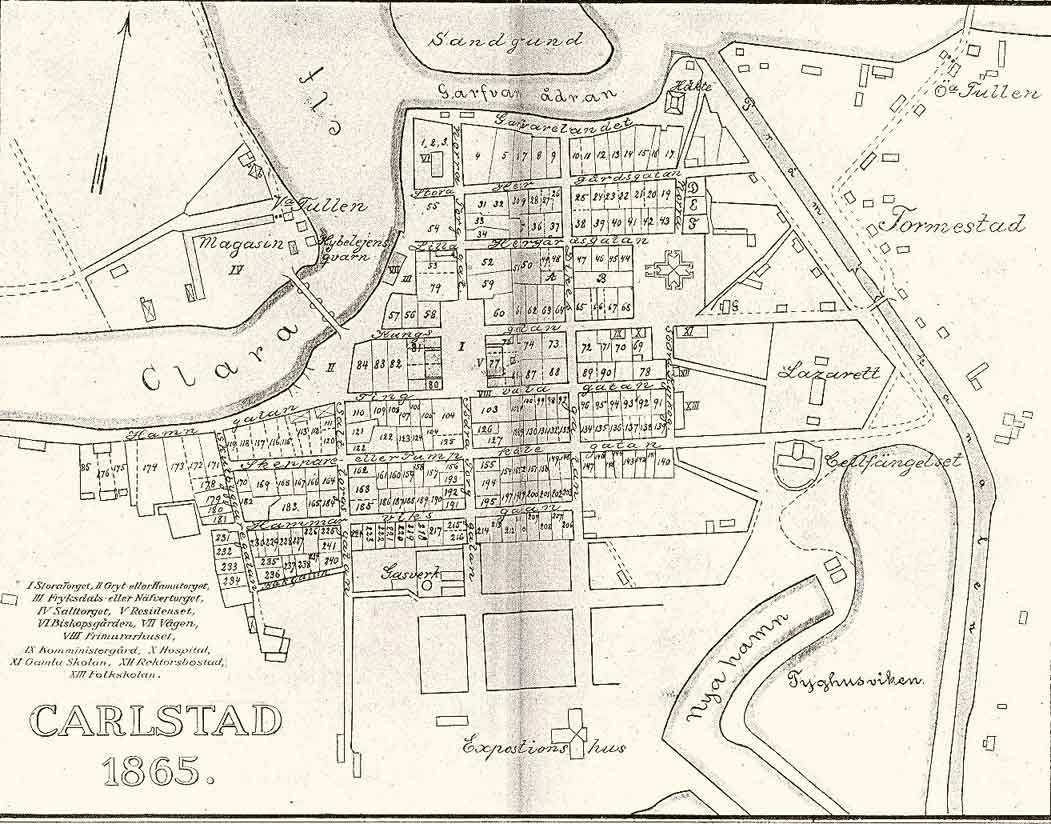
Denna gamla karta över Karlstad från före branden 1865, från Värmlandsarkiv, visar de trängre gatorna och torgen i det gamla Karlstad

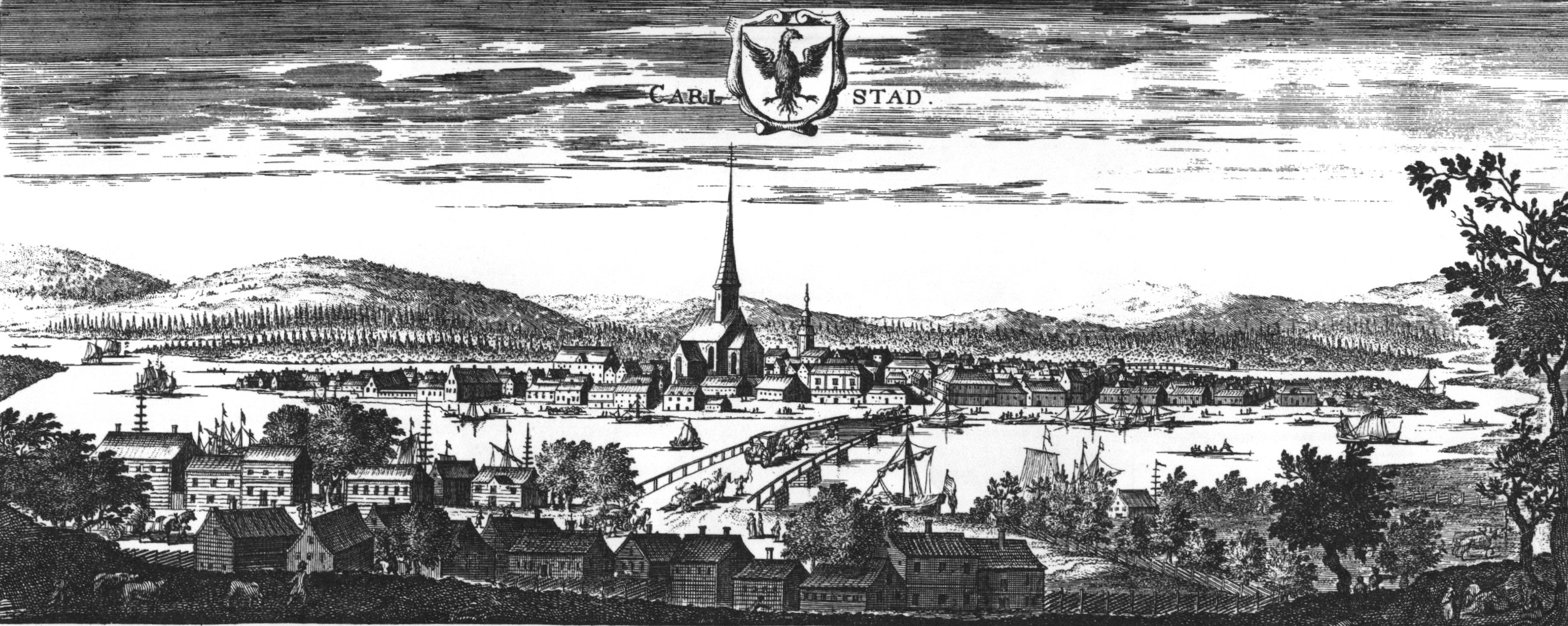
Karlstad på 1600-talet i Suecia Antiqua et Hodierna.

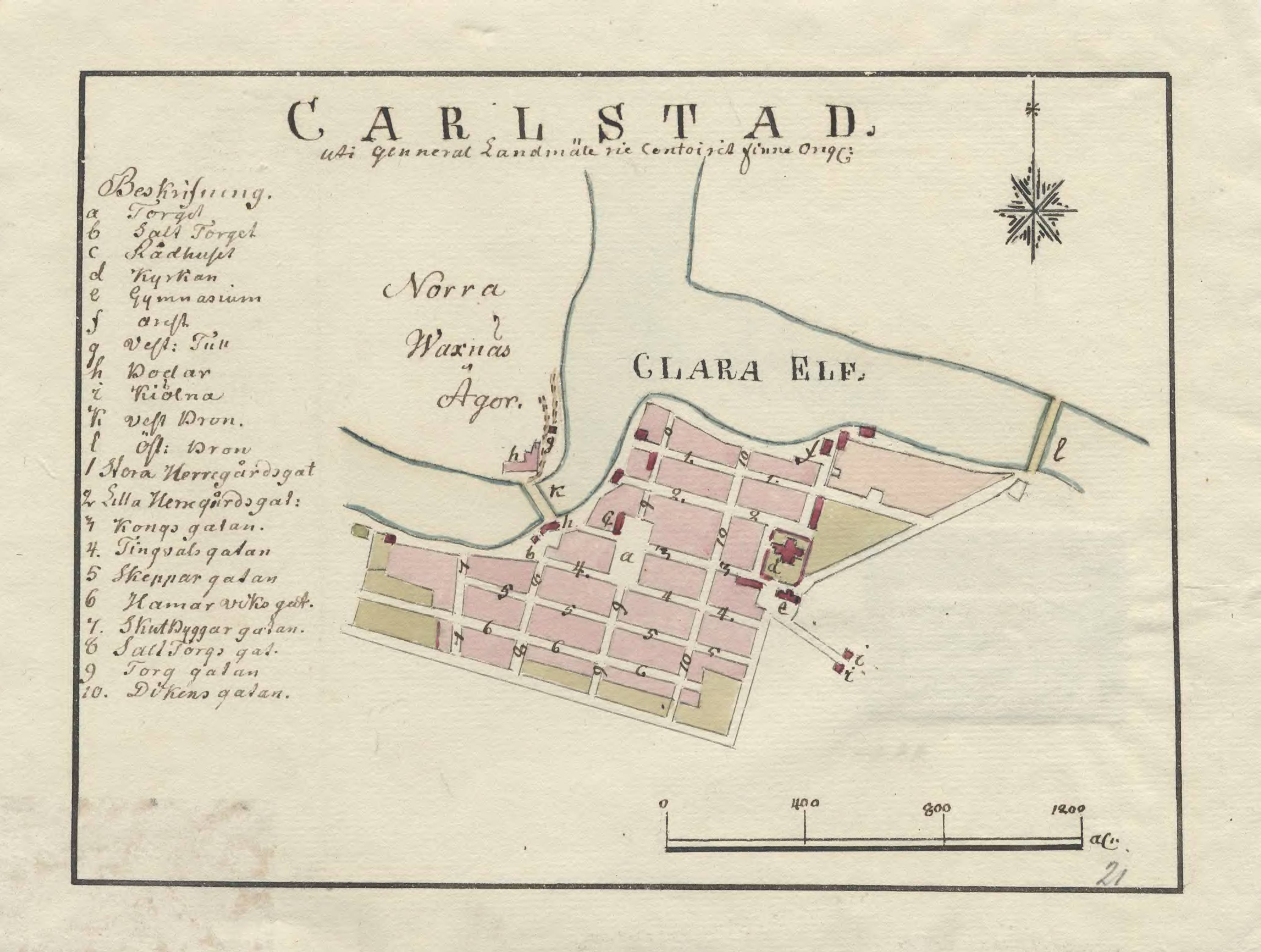
Karta över Karlstad från 1790-talet

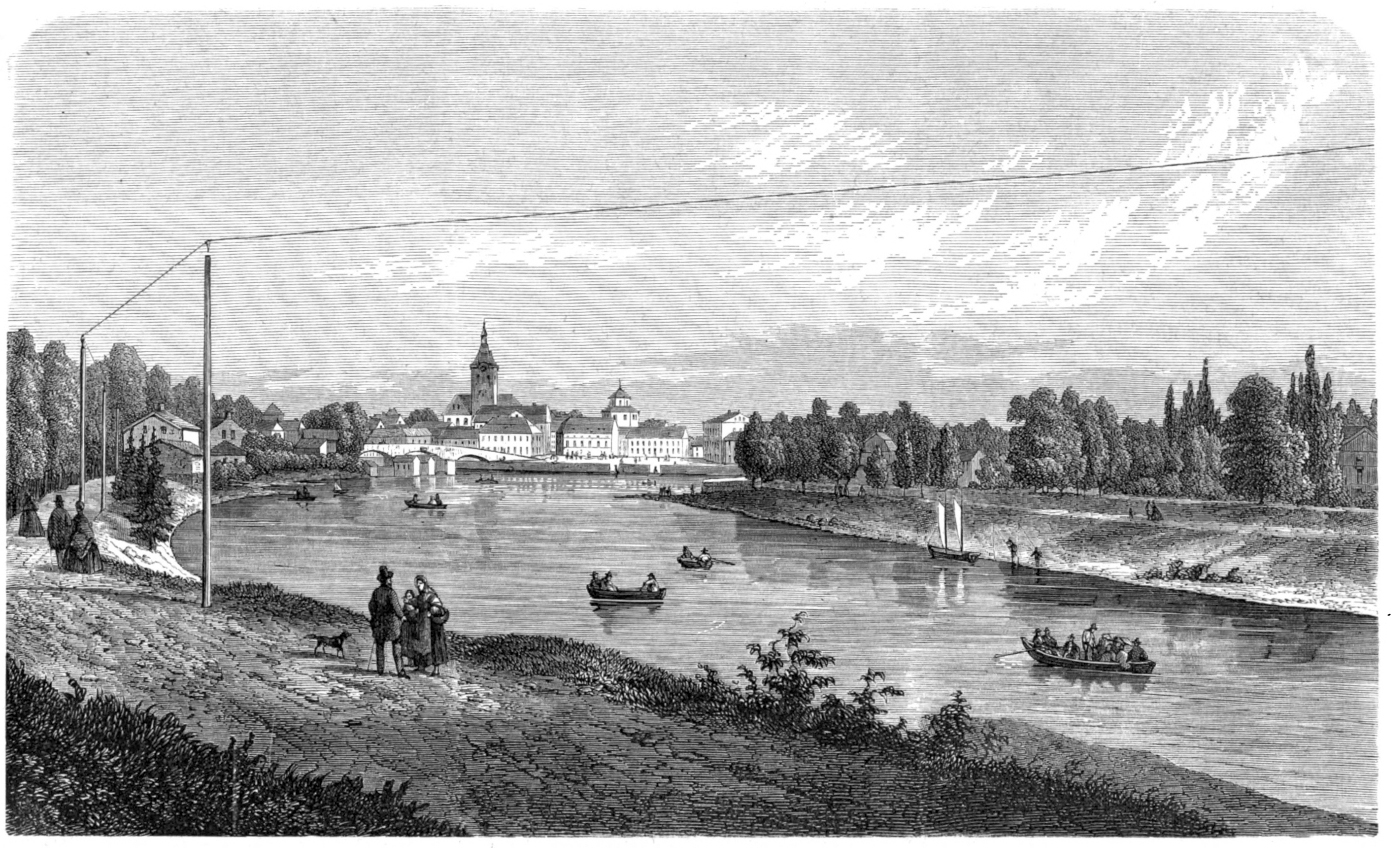
Karlstad på 1860-talet.
Xylografi ur bildverket Nordiska taflor 1866.

Karlstads stad grundades år 1584 av Karl IX och hade då bara 45 hushåll. Som många andra gamla städer har Karlstad drabbats av stora bränder. Efter branden 1865 har det historiska centrala Karlstad byggts upp med ovanligt breda gator i ett rutnätsmönster och ett mycket stort torg. Meningen är att brandgator skall hindra elden att sprida sig om det skulle bli en stor brand.
1903 höll Värmlands hushållningssällskap en Industri- och lantbruksutställning. I Karlstad hölls Karlstadskonferensen 1905, där unionen mellan Sverige och Norge upplöstes.

### Militärstaden
Fram till den 30 juni 1994 fanns Värmlands regemente och Värmlands försvarsområde (I 2/Fo 52) och Värmlandsbrigaden (IB 2) i Karlstads garnison, lokaliserade till Kasernhöjden. Förbanden kom genom försvarsbeslutet 1992 att samlokaliseras med Bergslagens artilleriregemente (A 9) och Artilleriets skjutskola (ArtSS) inom Kristinehamns garnison. Staden har även rymt ett antal viktigare militära staber som Bergslagens militärområdesstab (Milo B) och 16. arméfördelningensstaben, vilka var lokaliserade till fastighetskomplexet Karolinen.

### Administrativa tillhörigheter
Karlstads stad blev vid kommunreformen 1862 en stadskommun omgiven av Karlstads socken där också delar av bebyggelsen kom att ligga. Staden inkorporerade 1934 Karlstads socken/landskommun och 1967 Östra Fågelviks socken/landskommun. 1971 uppgick staden i Karlstads kommun med Karlstad som centralort.
I kyrkligt hänseende hörde orten före 1934 till Karlstads stadsförsamling och Karlstads landsförsamling, och från 1934 till 1962 till Karlstads församling. 1962 delades denna i Karlstads domkyrkoförsamling och Norrstrands församling. 1992 utbröts så Västerstrands församling.
Den 1/1 1934 införlivades Karlstads landsförsamling (utom hemmanet Vidön, som lades till Hammarö) samt hemmanet Färjestad i Grava församling med Karlstad stad. Den sålunda utvidgade Karlstads stadsförsamling benämndes Karlstad domkyrkoförsamling.

Orten ingick till 1971 i domkretsen för Karlstads rådhusrätt. Från 1971 till 2005 ingick orten i Karlstads domsaga och den ingår från 2005 i Värmlands domsaga.

### Befolkningsutveckling
Vid mitten av 1800-talet var Karlstad en relativt stor stad, jämfört med resten av Sverige, med ca 3 500 invånare. Genom den industriella revolutionen i slutet av 1800-talet ökade Karlstads befolkning kraftigt, från 8 716 invånare 1890, till 20 911 1930, blev det en ökning på ca 140 procent. Under industrins nedgång på den andra hälften av 1900-talet minskade ökningen av befolkningskurvan ned till mer blygsamma nivåer. På senare år har efterfrågan på bostäder ökat och kommunen planerar stora nya bostadsområden vid Järpetan, Stockfallet, Zakrisdal, Jakobsberg, Kanikenäset, Välsviken och Eriksberg.
Kommunfullmäktiges utvecklingsprogram från 1998 hade visionen "Karlstad 100 000". Denna vision talar om att hela Karlstads kommun skulle uppnå 100 000 invånare. Kommunen hade då knappt 80 000 invånare, dagens folkmängd ligger runt 95 000 invånare, vilket är en ökning på ca 16 procent. I januari 2008 omarbetade man visionen till "Livskvalitet Karlstad 100 000". Anledningen till omarbetningen var att man ville förtydliga att visionen leder till ökad livskvalitet, och att tillväxten ger mer arbeten, ökad välfärd och en långsiktig hållbar livsmiljö.
| Befolkningsutvecklingen i Karlstads tätort | Befolkningsutvecklingen i Karlstads tätort | Befolkningsutvecklingen i Karlstads tätort | Befolkningsutvecklingen i Karlstads tätort | Befolkningsutvecklingen i Karlstads tätort |
| --- | ------------------------------------------ | ------------------------------------------ | ------------------------------------------ | ------------------------------------------ |
| |                                            |                                            |                                            |                                            |
| År |                                            |                                            | Invånare                                   |                                            |
| 1800 | 1800                                       |                                            | 2 165                                      | 2 165                                      |
| 1810 | 1810                                       |                                            | 2 219                                      | 2 219                                      |
| 1820 | 1820                                       |                                            | 2 583                                      | 2 583                                      |
| 1830 | 1830                                       |                                            | 2 676                                      | 2 676                                      |
| 1840 | 1840                                       |                                            | 3 108                                      | 3 108                                      |
| 1850 | 1850                                       |                                            | 3 807                                      | 3 807                                      |
| 1860 | 1860                                       |                                            | 4 514                                      | 4 514                                      |
| 1870 | 1870                                       |                                            | 5 608                                      | 5 608                                      |
| 1880 | 1880                                       |                                            | 7 772                                      | 7 772                                      |
| 1890 | 1890                                       |                                            | 8 716                                      | 8 716                                      |
| 1900 | 1900                                       |                                            | 11 869                                     | 11 869                                     |
| 1910 | 1910                                       |                                            | 17 192                                     | 17 192                                     |
| 1920 | 1920                                       |                                            | 19 248                                     | 19 248                                     |
| 1930 | 1930                                       |                                            | 20 911                                     | 20 911                                     |
| 1940 | 1940                                       |                                            | 28 878                                     | 28 878                                     |
| 1950 | 1950                                       |                                            | 35 625                                     | 35 625                                     |
| 1960 | 1960                                       |                                            | 42 710                                     | 42 710                                     |
| 1970 | 1970                                       |                                            | 52 044                                     | 52 044                                     |
| 1980 | 1980                                       |                                            | 51 867                                     | 51 867                                     |
| 1990 | 1990                                       |                                            | 52 933                                     | 52 933                                     |
| 2000 | 2000                                       |                                            | 56 480                                     | 56 480                                     |
| 2005 | 2005                                       |                                            | 58 544                                     | 58 544                                     |
| 2010 | 2010                                       |                                            | 61 685                                     | 61 685                                     |
| 2015 | 2015                                       |                                            | 61 492                                     | 61 492                                     |
| 2020 | 2020                                       |                                            | 67 122                                     | 67 122                                     |
| Källa: ”Landareal per tätort, folkmängd och invånare per kvadratkilometer. Vart femte år 1960 - 2016”. Statistiska centralbyrån. Arkiverad från originalet den 13 juni 2017. https://web.archive.org/web/20170613011648/http://www.statistikdatabasen.scb.se/pxweb/sv/ssd/START__MI__MI0810__MI0810A/LandarealTatort/?rxid=ff9309f9-7ecb-480f-a73c-08d86b3e56f8. Läst 18 maj 2017. Historisk statistik för Sverige. |                                            |                                            |                                            |                                            |

2015 utbröts tätorten Råtorp ur denna tätort, 2020 uppgick Edsgatan och Långenäs i den.2023 uppgick Dingelsundet

## Stadsdelar
Karlstad delas in i 66 stadsdelar, enligt beslut i stadsbyggnadsnämnden 2020.

### Galleri

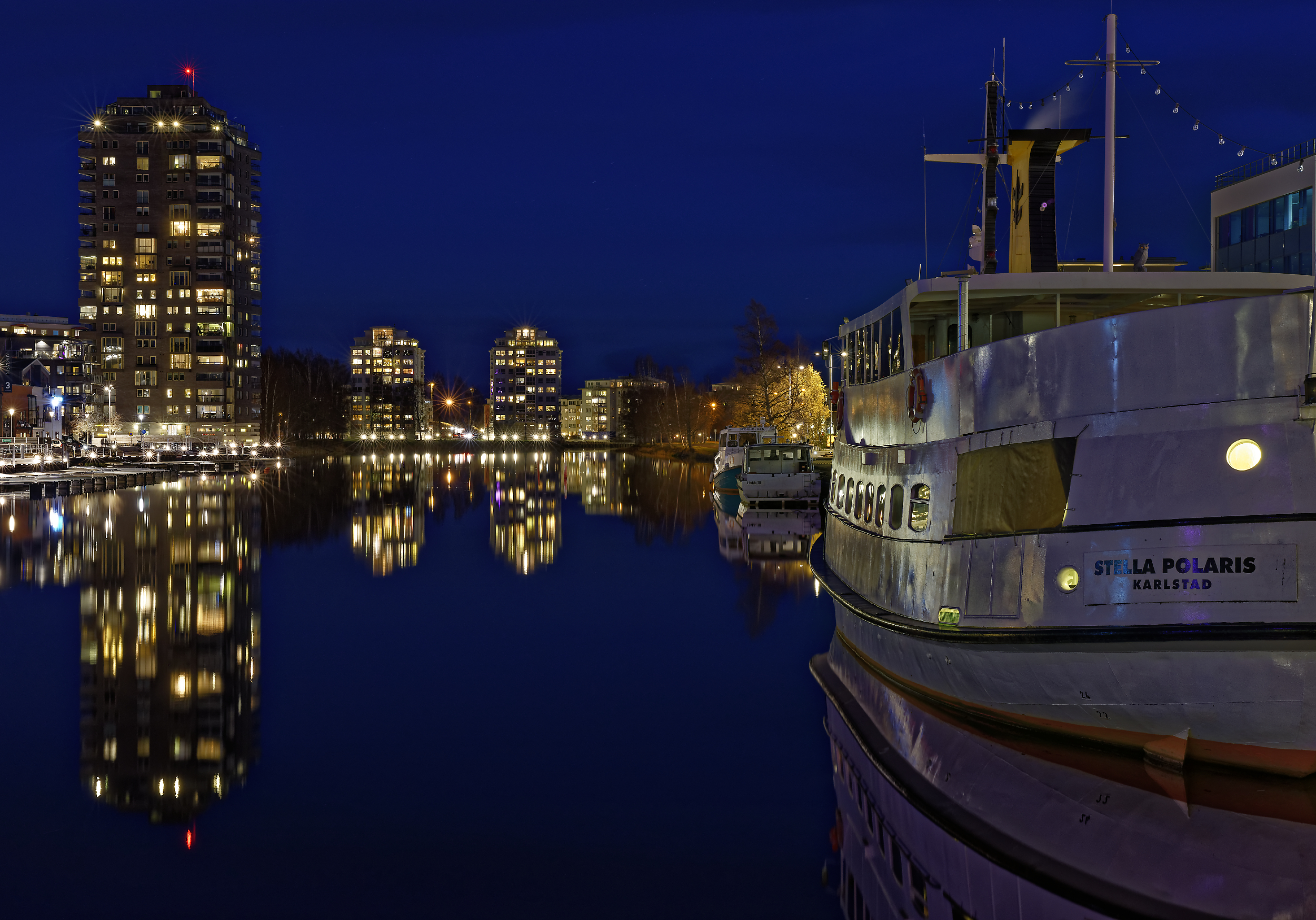
Inre hamn
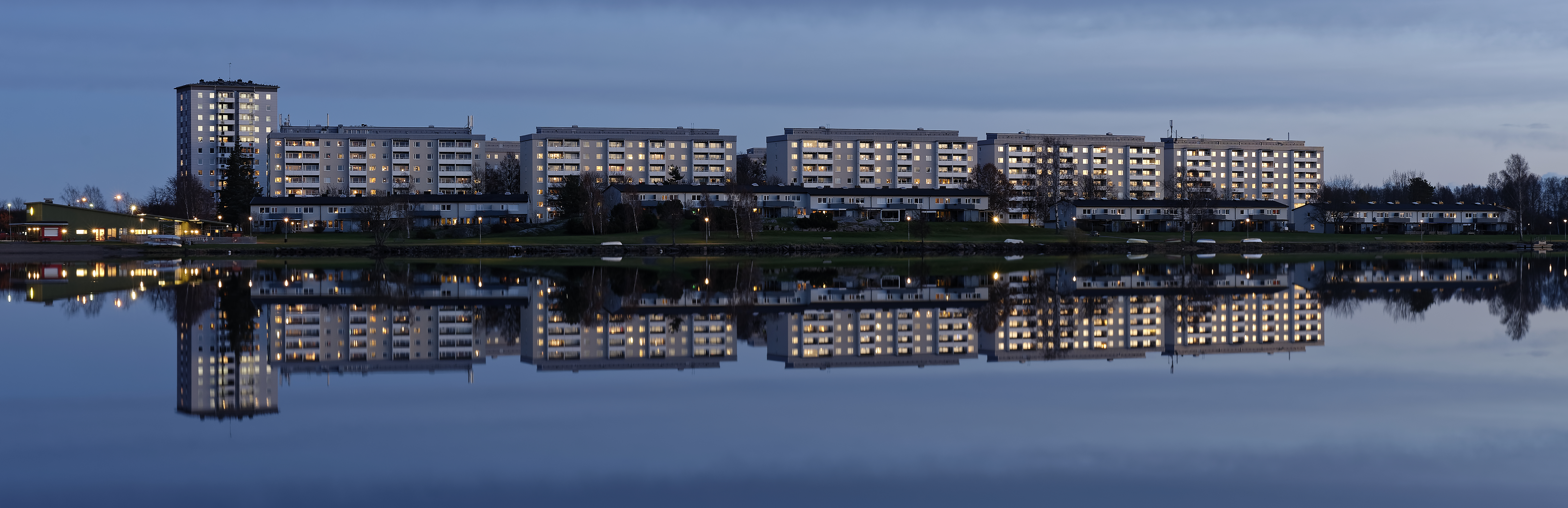
Orrholmen

## Kommunikationer

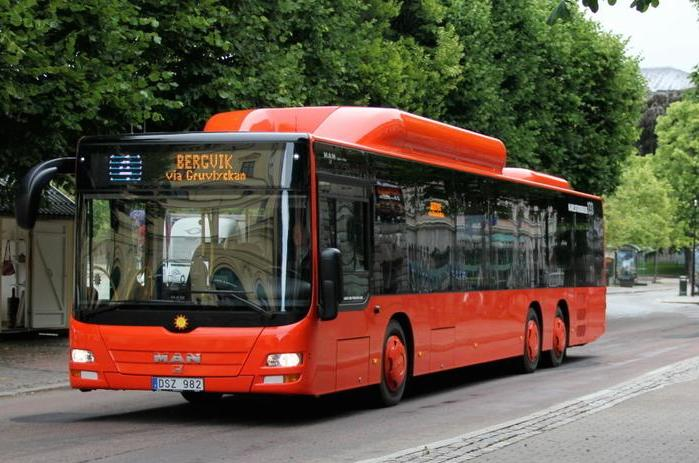
Stadsbussar på Stora torget i Karlstad.

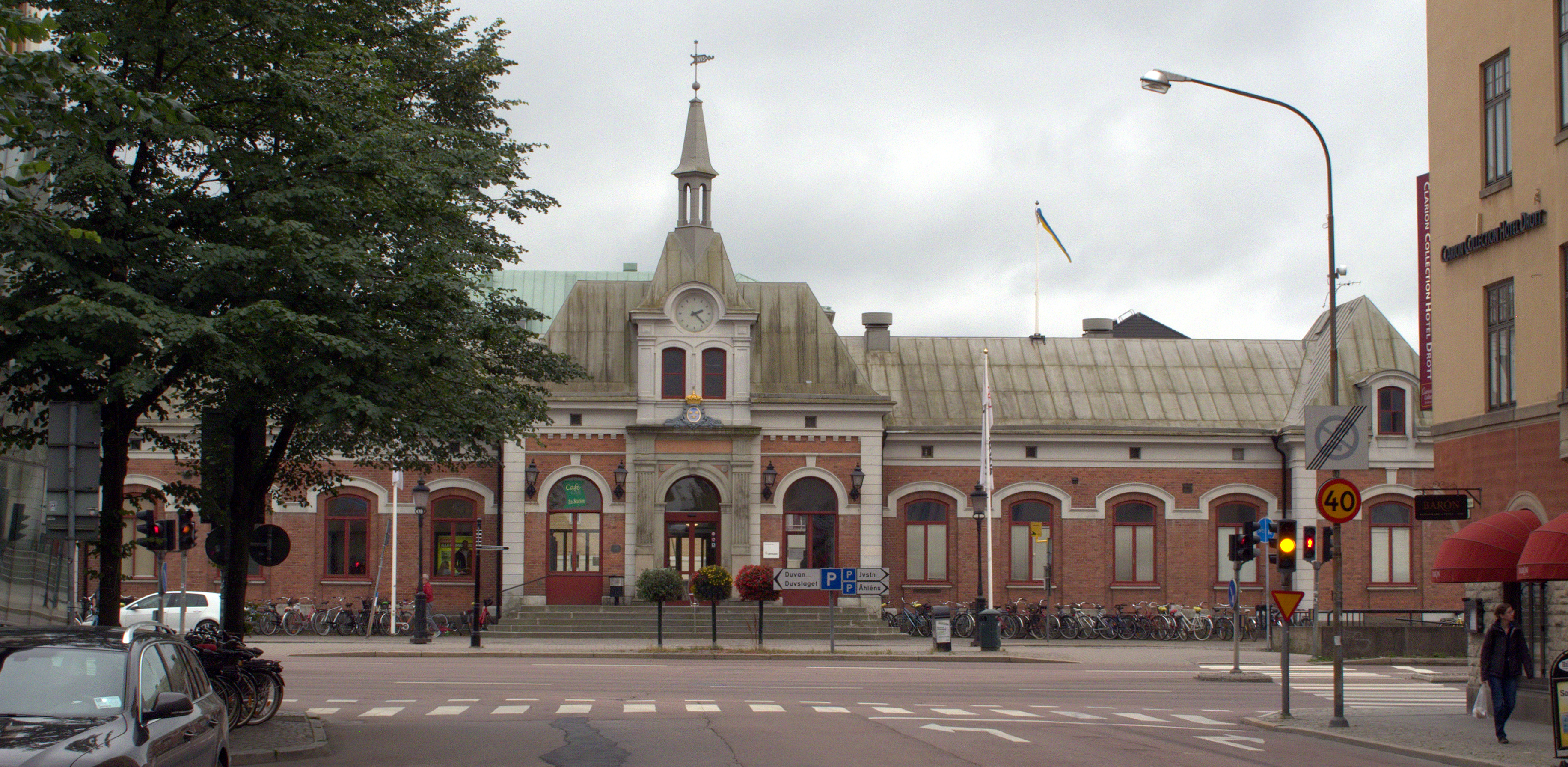
Järnvägsstationen i Karlstad.

### Vägar
Området kring Karlstad är en mycket viktig knutpunkt för Värmlands vägnät. Genom Karlstad passerar E18 som stadsmotorväg, vilken invigdes 1967, och fortsätter sedan österut till Skattkärr med en motorväg som öppnades 2008. Västerut mellan Bergvik och Björkås planeras även där en utbyggnad av E18. Den sju kilometer nya fyrfältsvägen stod klar sommaren 2017..
Riksvägarna 61, 62 och 63 samt den primära länsvägen 236 har sin början i Karlstad. Standarden på dessa vägar inom Karlstads tätort är 2+1-väg på väg 61 och 62, bred landsväg, separerad från bebyggelse, på väg 63 och fyrfältsväg, dock ett avsnitt vanlig väg genom bebyggelse, på väg 236.

### Buss
Värmlandstrafik driver omfattande länstrafik där Karlstad är navet samt tätortstrafiken i Karlstad. 
Interregional busstrafik till bland annat Oslo, Arlanda och Stockholm körs av Flixbus och Vy buss.
Stadsbussarna avgår från Stora torget medan regionbussarna och fjärrbussbolagen avgår från busstationen.

### Tåg
Från Karlstad centralstation har SJ AB tåg mot Stockholm, Göteborg och Oslo. Värmlandstrafik har regional tågtrafik mot Arvika-Charlottenberg, Sunne-Torsby och Kristinehamn. Den privata aktören Tågab kör tåg till Göteborg, Stockholm och Ludvika–Falun.

### Flyg
Karlstad flygplats, med chartertrafik till varierande destinationer, ligger en dryg mil utanför staden, nära Hynboholm.

### Båt
Vänertrafik kör viss båttrafik på Vänern med utgång från Inre hamn. Sedan sommaren 2008 är även båtbussar en del av lokaltrafiken, som bland annat kör mellan Karlstad och Hammarön. Det finns även förbindelser mellan Karlstad och Kristinehamn.

## Näringsliv och offentlig verksamhet
Nedan följer ett urval arbetsplatser i Karlstad med fler än hundra anställda. Företagen är indelade efter inriktning på verksamhet.

### Bygg och fastighet
Ramirent är ett av Nordens största installations- och serviceföretag med 8 300 medarbetare och cirka 200 avdelningar i Norge, Sverige och Danmark.
Personal: Cirka 120 anställda i Karlstad.
NCC Construction Sverige utvecklar och bygger hus- och infrastrukturprojekt som till exempel vägar, broar, tunnlar, kraftverk, sport- och kulturarenor, industrilokaler och skolor.
Personal: Cirka 65 tjänstemän och 190 yrkesarbetare.
Peab är ett bygg- och anläggningsföretag. Peabs regionkontor i Karlstad har ansvar för Värmland. I koncernen ingår även Lambertsson Sverige AB. Peab har även en utvecklad byggserviceavdelning. Cirka 30 procent av verksamheten avser projektutveckling.
Personal: Cirka 140 hantverkare och 50 tjänstemän verksamma i hela Värmland.
Skanskas svenska affärsverksamhet är en av Skanskas nio hemmamarknader. Här utvecklas, byggs och underhålls den fysiska miljön för människor att bo, resa och arbeta i.
Personal: Region Väg och Anläggning Väst cirka 45 personer. Region Hus Väst cirka 130 anställda i Karlstad.

### Handel och industri
AB Anders Löfberg är moderbolag för ett antal helägda dotterbolag, varav Löfbergs AB är dominerande. Man satsar på att utvidga marknaden bland annat genom ett samarbetsavtal med det danska bolaget Peter Larsens Kaffe A/S.
Personal: Cirka 200 anställda, varav cirka 95 i Karlstad.
Outokumpu Stainless är ett företag, som ingår i Outokumpu-koncernen, bildades under 1997-1998 genom en sammanslagning av tidigare Avesta Calamo AB och Avesta Nords AB. Företaget utvecklar, tillverkar och marknadsför rostfria rör, rördelar och fläns. Outokumpu Stainless är Europaledande inom sitt område.
Personal: Cirka 120 anställda.
Coop Värmland är landets största konsumentförening och en av de största arbetsgivarna i länet. Föreningen består av ett sextiotal butiker, två Stora Coop samt en egen produktion som tillverkar konditoriprodukter. Sedan 2000 ingår även detaljhandelsbolaget Pekås som ett dotterbolag till Coop Värmland.
Personal: Cirka 525 anställda inom Karlstads kommun.
Helmia är en värmländsk koncern bestående av Helmia Bil AB, Helmia Lastbilar AB, Toria AB, Helmia Motorsport AB och Helmia Fastigheter AB. Koncernen omsätter cirka 1 600 miljoner kr per år och har cirka 400 medarbetare. Helmia ägs och drivs av familjen Walfridson. Koncernen grundades av Helmer Walfridson. Koncernchef är Lars Erik Walfridson. Helmia Bil är ett bilhandelsföretag som säljer Volvo, Renault, Ford och Dacia. Företaget har sex anläggningar i Värmland. Anläggningen i centrala Karlstad har genomgått omfattande till- och ombyggnader de senaste åren.
Lecab är en företagsgrupp där företagen Lecabgruppen AB, Lecab Bil AB och Lecab Fastigheter KB ingår. Huvudverksamheten är att bedriva bilhandel och därmed verksamheter såsom verkstäder och försäljning av reservdelar och tillbehör. Lecab Bil AB innehar agenturerna för Scania, Volkswagen och Audi Skoda i Karlstad med omnejd. Verkstäderna för samtliga märken bedrivs av Lecab Bil AB. Omsättningen är cirka 300 miljoner kr per år.
Personal: Cirka 120 anställda.

### IT
- CombinedX en svensk börsnoterad IT-koncern med huvudkontor i Karlstad.

- Telia Company har i Karlstad en nätdriftscentral som servar Telias nät över hela världen och en säljkår som jobbar mot större nyckelkunder. Personal: Cirka 100 anställda i Karlstad

- Tieto är ledande inom telekommunikation och utveckling av mobila lösningar.[källa behövs] I Karlstad är utveckling av signaleringstjänster en viktig del av verksamheten. Denna kunskap byggdes upp då företaget hörde till Ericssonkoncernen. Idag är både Ericsson och Nokia kunder till företaget. Personal: Cirka 400 anställda.

- CGI är ett företag som erbjuder tjänster och lösningar inom hela IT-området. Personal: Cirka 200 anställda i Karlstad.

- Sogeti, gamla Värmlandsdata som blev Programator 1986[22] sedan Capgemini och idag är ett bolag inom Capgeminigruppen. Personal: Cirka 70 anställda i Karlstad.

### Massa och papper
Metso Fiber i Karlstad är en världsledande leverantörer av kompletta produktionsanläggningar för massa och papperstillverkning. Bolaget har cirka 1 000 anställda i Karlstad vilket gör dem till en av de största privata arbetsgivarna i kommunen. Företaget grundades 1920 under namnet Kamyr och som ett samarbete mellan Karlstads Mekaniska Werkstad och Myrens Verkstäder Norge. Bolaget byggdes upp helt på ingenjör Johan Richters uppfinningar (nära 800 patent!) för kontinuerlig blekning av papper och senare kontinuerlig kokning av pappersmassa. Bolaget är ännu denna dag - och under nytt ägarskap - dominerande i världen.
Metso Paper Karlstad AB ägs av det svenska holdingbolaget, Metso Svenska AB, som i sin tur ägs av Metso Corporation i Finland. Företaget i Karlstad tillverkar mjukpappersmaskiner och i Karlstad ligger koncernansvaret för delar av utvecklingsarbetet.
Personal: Omkring 500 anställda.
I Stora Enso-koncernen ingår Skoghalls Bruk, som är en av världens främsta tillverkare av förpackningskartong, med en årsproduktion på 725 000 ton. Delar av kartongproduktionen plastbeläggs vid Skoghalls Bruks anläggning i Forshaga. Ett av koncernens forskningscentra, Stora Enso Research, är liksom Stora Enso Skogs Region Väst beläget i Karlstad. Stora Enso är därmed en av de största enskilda arbetsgivarna i Karlstadsregionen.
Personal: Cirka 130 anställda i Karlstad, cirka 1 000 i Skoghall och cirka 150 i Forshaga.

### Mötesindustrin
Karlstad CCC är en kongressanläggning med 24 000 kvadratmeter med plats för 4 500 personer. Karlstad Congress Culture Centre huserar även Kommunledningskontoret inom Karlstads Kommun, Konsumentverket, Konsument Europa, och Great Event of Karlstad.

### Offentlig verksamhet
- Karlstads kommun har cirka 7 000 anställda.
- Konsumentverket. Verket har successivt flyttat verksamheten från Stockholm till Karlstad. Idag är cirka 165 anställda i Karlstad.
- Region Värmland har drygt 8 000 anställda, varav 5 500 akademiker. Centralsjukhuset i Karlstad har 3 200 anställda och är länets största arbetsplats.
- Länsstyrelsen har cirka 150 anställda i Karlstad.
- Rekryteringsmyndigheten har cirka 100 anställda i Karlstad.
- Posten har cirka 400 anställda i Karlstad.
- Myndigheten för samhällsskydd och beredskap har cirka 330 anställda i Karlstad.
- Värmlands tingsrätt
- Förvaltningsrätten Sammanslagning av länsrätterna i Karlstad och Örebro. Cirka 60 anställda.
- Hovrätten för Västra Sverige

### Bankväsende
Karlstads sparbank grundades 1822 som en av landets första sparbanker. Under en kort period från 1919 fanns ytterligare en sparbank i Karlstad, Allmänna sparbanken i Värmland, som uppgick i Karlstads sparbank 1930. Sparbanksverksamheten uppgick sedermera i Swedbank.
År 1832 grundades Värmlands enskilda bank, med huvudkontor i Karlstad. På 1920-talet fanns även avdelningskontor för Riksbanken, Sydsvenska banken, Jordbrukarbanken, Göteborgs bank och Enskilda banken i Vänersborg. Undantaget Riksbanken har dessa banker uppgått i Nordea och Handelsbanken. Handelsbanken har alltjämt sitt kontor på samma plats som Vänersborgsbankens tidigare lokal,  men i en yngre byggnad.

## Utbildning

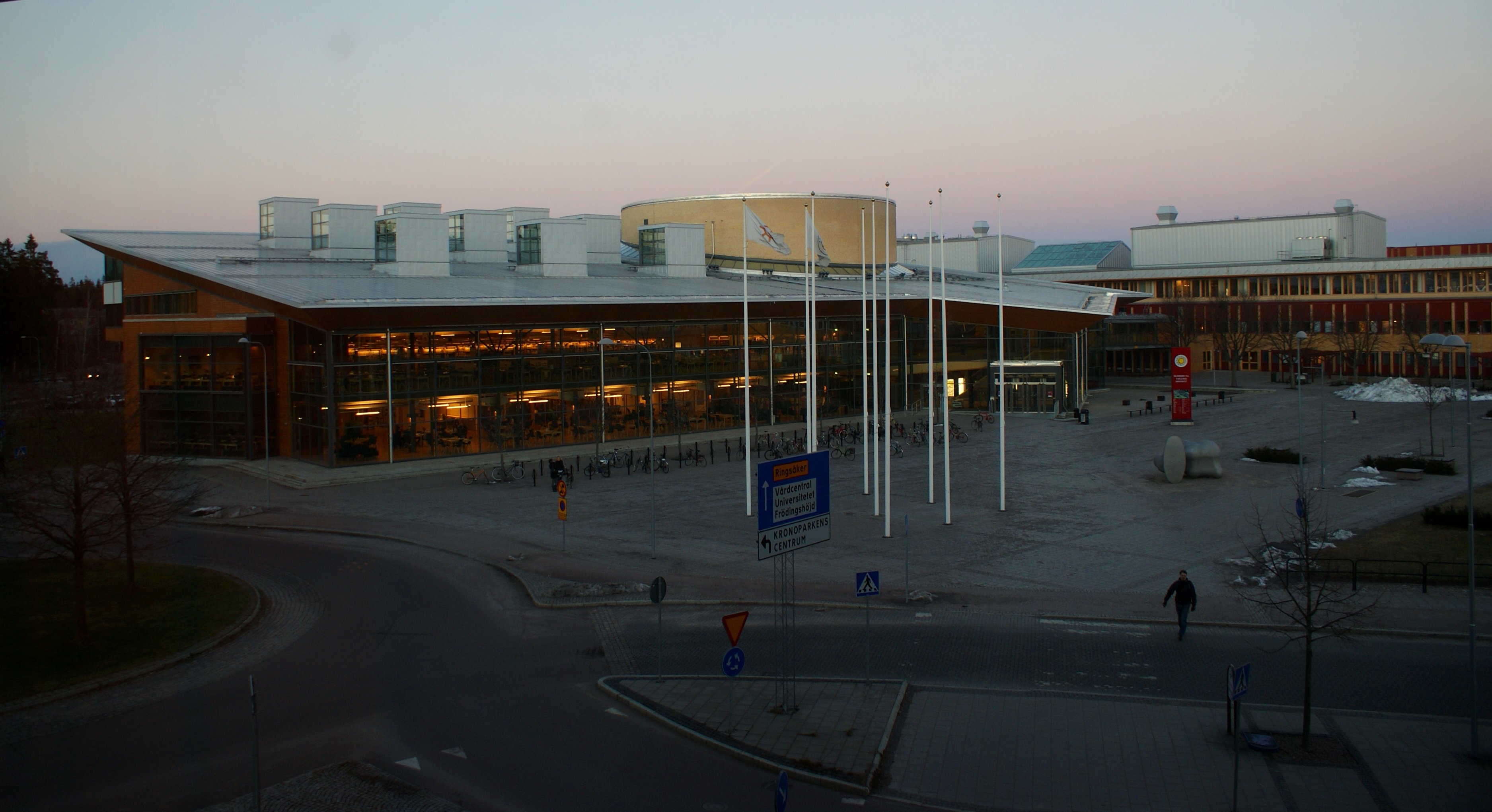
Karlstads universitet

Karlstads universitet utbildar och bedriver forskning inom områdena teknik, samhällsvetenskap, humaniora, naturvetenskap, undervisning och vård. Forskningen har fått en allt större vikt och uppgår nu till en tredjedel av omsättningen och bygger till stor del på samarbete med näringsliv och offentlig sektor. År 1999 fick Högskolan i Karlstad universitetsstatus. Den 26 mars 2009 fick universitetet även status som handelshögskola.
Personal: Omkring 1 150 anställda. Studenter: Omkring 16 000 studenter.

## Kultur

### Teater

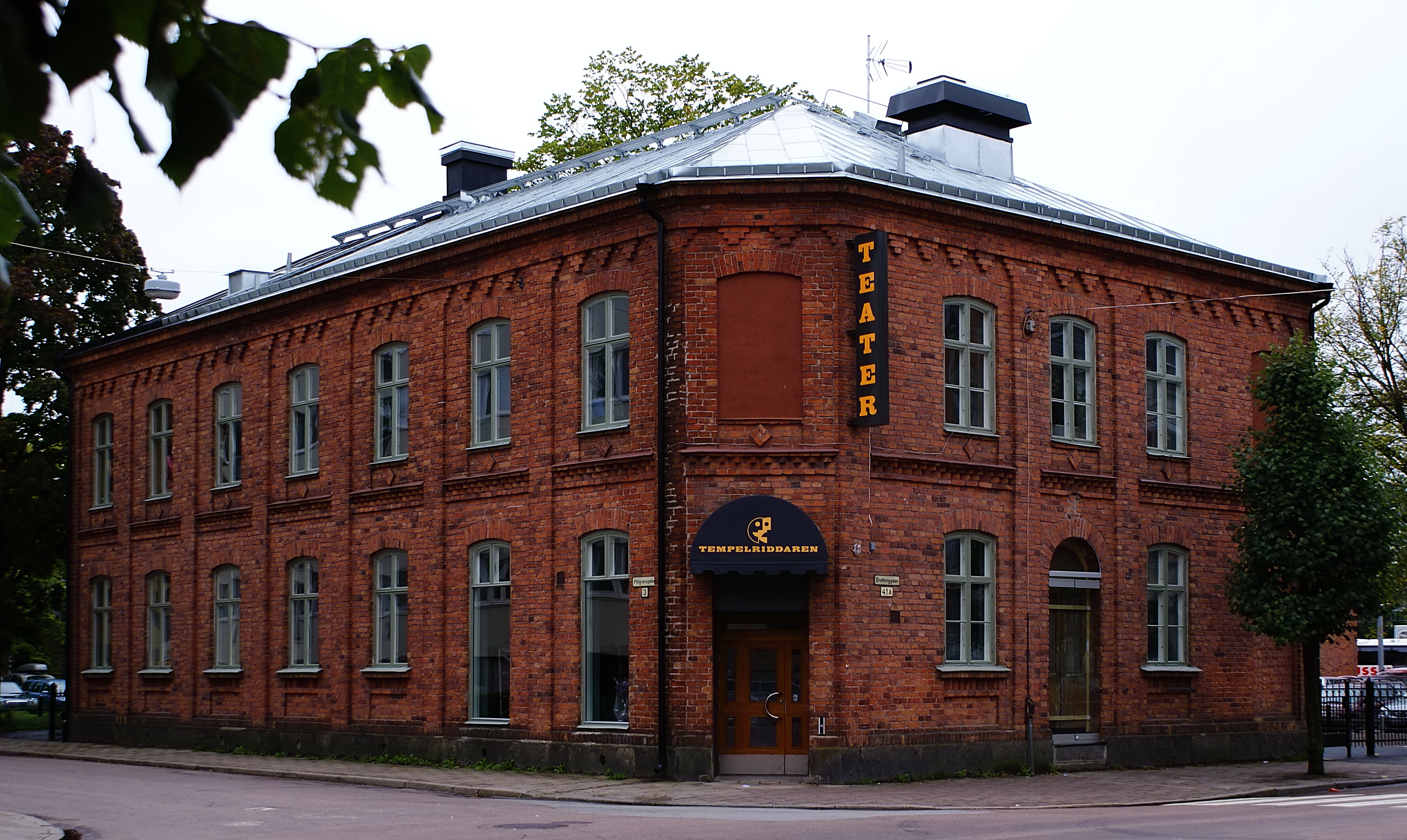
Teater Tempelriddaren efter renoveringen 2008.

- Värmlandsoperan har gjort sig vida känd genom sina framgångsrika uppsättningar inom genrerna opera, operett och musikal. Föreställningarna ges dels på Karlstads teater och dels på turnéer. Operans orkester, Värmlands Sinfonietta ger även konserter med framstående solister och dirigenter. De har 65 fast anställda samt 300 årsverkande, däribland en del frilansare.
- Scalateatern i Karlstad har främst shower, musikföreställningar och teater.
- Värmlandsteatern är en organisation som producerar teater i olika lokaler bland annat teatern Tempelriddaren som tidigare varit Tempelriddarhuset och nyinreddes 2008.[26]
- Karlstads Teaterförening, ansluten till Riksteatern.

### Bibliotek
- Karlstads stadsbibliotek
- Karlstads universitetsbibliotek

### Film
- Film i Värmland Regionalt resurscentrum för film.
- Värmlands Filmförbund Filmförening som startade 1975, med lokal på Gjuteriet i stadsdelen Herrhagen.

### Biografer

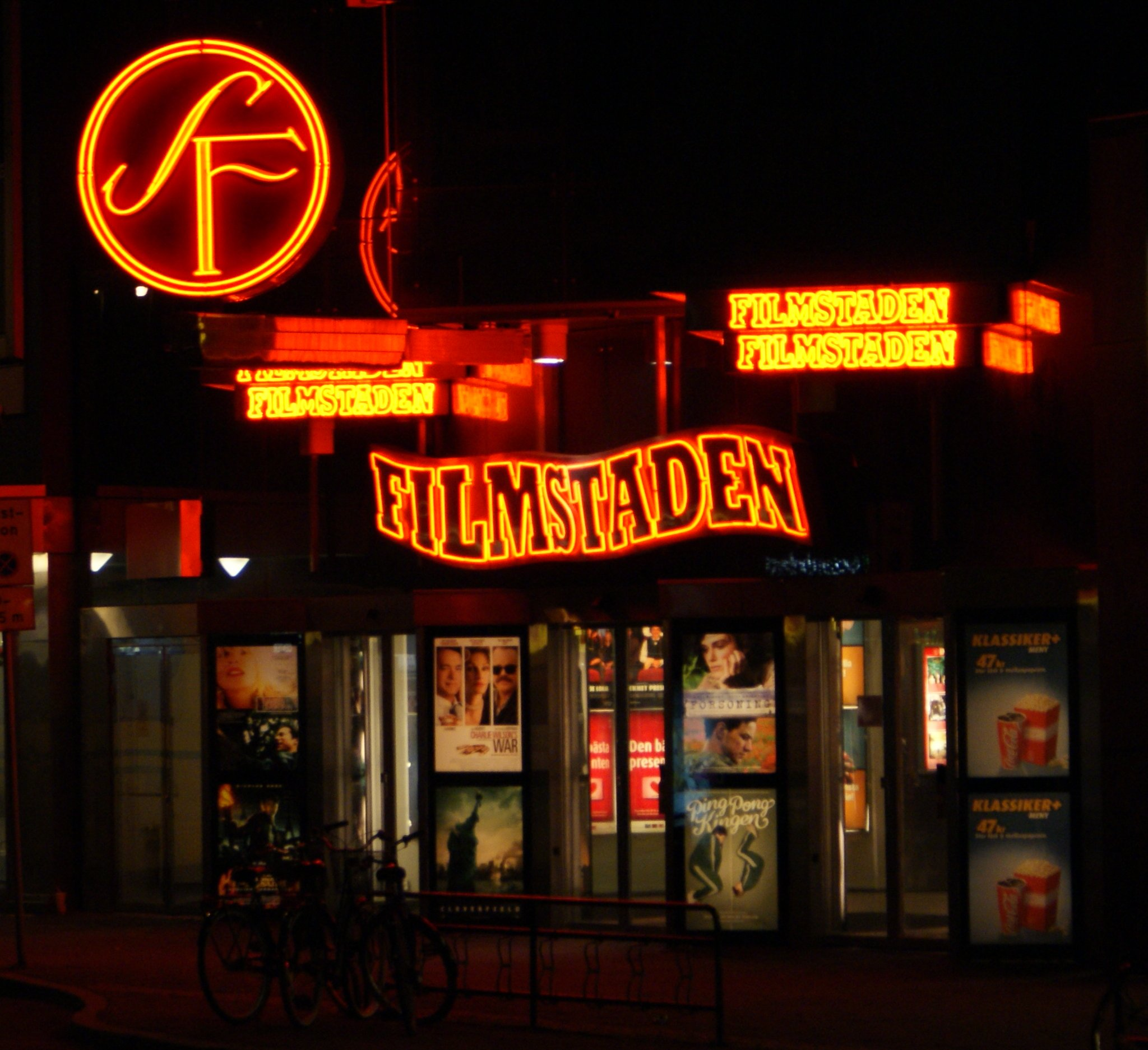
Filmstaden

- Filmstaden visar film alla dagar i veckan.
- Arenan, som ligger i bibliotekshuset, specialiserar sig på mer alternativa filmer.[27]
- Det går att boka in en egen visning av film på ungdomens hus, UNO.[28]

### Museer
- Alsters herrgård (Gustaf Frödings minnesgård)
- Brigadmuseum i Värmland
- Sandgrund Lars Lerin konstmuseum
- Värmlands museum

### Media
- NWT-koncernen är en av Sveriges största tidningskoncerner, som förutom Nya Wermlands-Tidningen ger ut 14 dagstidningar samt bedriver fastighetsförvaltning. NWT har en upplaga på cirka 45 800 exemplar. Koncernens lönsamhet är god vilket möjliggjort stora satsningar i ny teknik, bland annat finns ett av Europas modernaste tryckerier och tidningshus i Karlstad. NWT är delägare i Norges näst största morgontidning Bergens Tidende. NWT-koncernen har en omsättning på 521 miljoner kronor. De har cirka 446 anställda i hela koncernen, varav 165 arbetar på NWT i Karlstad eller på någon av lokalredaktionerna.
- Värmlands Folkblad AB ägdes fram till 2017 av Värmlands Arbetarrörelse samt 300 privatpersoner. VF-koncernens verksamhet består av tidningsutgivning, logotryck och fastighetsförvaltning. Länstidningen Värmlands Folkblad har en upplaga på 15 500 exemplar. VF-tryck, svarar för legoverksamheten. De har cirka 120 anställda, varav cirka 10 personer arbetar på lokalredaktionerna i Värmland. 2017 köptes majoriteten av företaget upp av NWT-koncernen och tryckeriet avvecklades.
- Karlstads-Tidningen kom ut en gång i veckan (torsdagar) fram till 2023 och hade en upplaga på knappt 3 000 exemplar. Gustaf Fröding arbetade på Karlstads-Tidningen under ett par perioder i slutet av 1800-talet.
- Sveriges Television har ett regionkontor i Karlstad som producerar SVT Nyheter Värmland.
- Glimt Television AB var fram till 2024 en kommersiell lokal-TV-kanal baserad i Karlstad. Glimt TV sände program om bl.a. aktualiteter, sport, musik och kultur till hela Värmland via kabel-TV och IP-TV. Det populäraste programmet hette Glimt Sport.
- Det finns ett antal radiostationer i området. P4 Värmland har sitt huvudkontor i Karlstad. Här finns även Mix Megapol och Rix FM.

## Sport

### Amerikansk fotboll
Carlstad Crusaders har varit i SM-final i amerikansk fotboll 18 gånger mellan 2002 och 2020. Carlstad Crusaders vann sitt första SM-guld 2010 över Tyresö Royal Crowns. Carlstad Crusaders vann alla SM från 2010 till 2017, men förlorade 2018 och 2019 mot Stockholm Mean Machines. År 2020 tog man åter SM-guld efter att första gången vunnit mot Stockholm i en final.. År 2015 vann man även IFAF Europes Champions League. Slutspelet i Champions League spelades i Belgrad där man i semifinalen ställdes mot franska mästarna Thonon Black Panthers som besegrades och i finalen mötte man hemmalaget Vukovi Beograd och vann med 84-49. Föreningen blev därmed Champions League-mästare för första gången.
2018, 2019 och 2020 vann Crusaders damlag SM-guld, alla tre gångerna mot Örebro Black Knights i finalen.

### Issporter

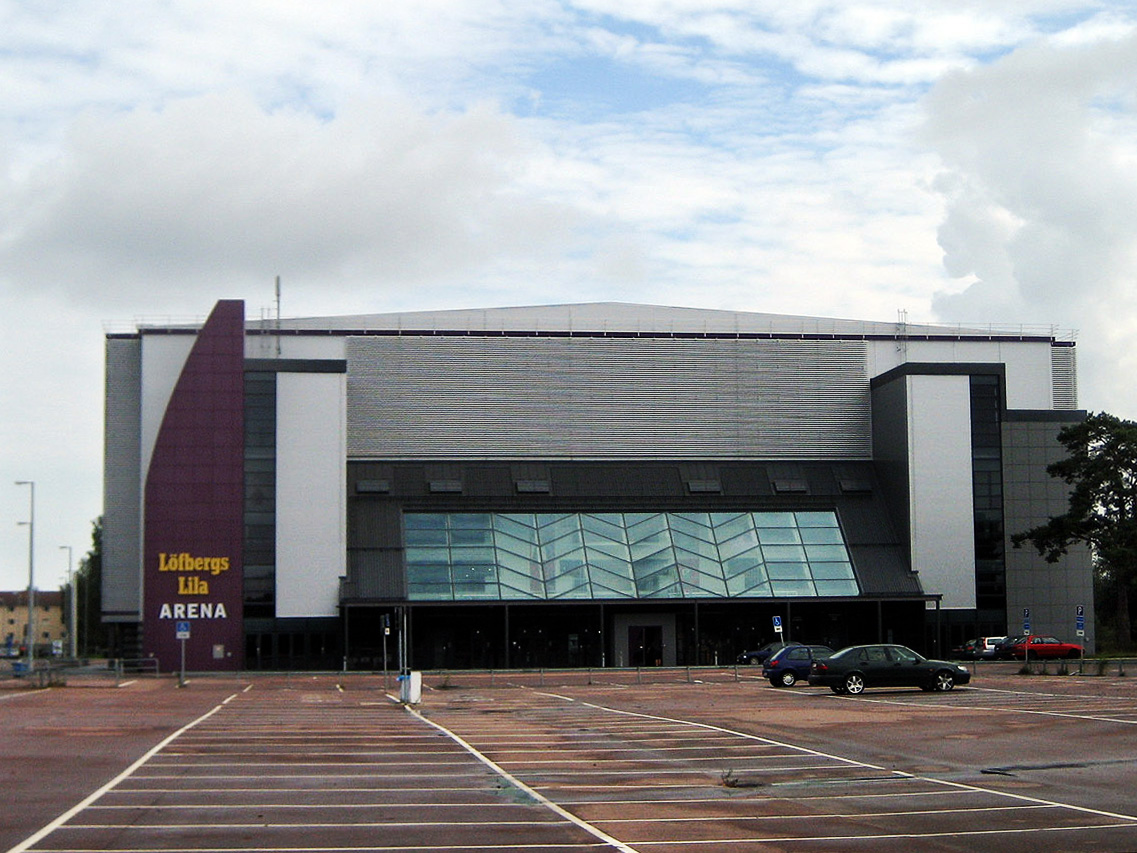
Ishockeyarenan i Karlstad, Löfbergs Lila Arena

I staden spelar ishockeylaget Färjestad BK. Laget har vunnit 10 SM-guld (och 8 SM-silver) under perioden 1981–2022.
IF Boltic var länge ett av Sveriges bästa lag i bandy och herrarna debuterade i Sveriges högsta division säsongen 1976/1977. Under 1980-talet dominerade klubben, och herrarna vann nio SM-guld under perioden 1979-1995, medan damerna under perioden 1982–1989 vann sex SM-guld. År 2000 slogs IF Boltic ihop med IF Göta, och bildade BS BolticGöta. Säsongen 2006/2007 degraderades BS BolticGöta från Sveriges högsta division.
Västerstrands AIK vann under perioden 1991–2002 sex SM-guld i bandy för damer, och dominerade då tillsammans med AIK.
Karlstad Curlingklubb har på meritlistan bland annat över 50 förstaplatser i olika svenska mästerskap, VM-guld och VM-silver, OS-silver, Junior-VM-guld och -silver, fyra EM-guld och ett flertal elitserieguld i både herr- och damklassen. 1977 stod klubben som arrangör för herrarnas världsmästerskap.

### Fotboll
I orten finns ett flertal fotbollsklubbar.
IF Karlstad bildades hösten 2019 efter en sammanslagning av klubbarna Carlstad United och Karlstad BK. Klubben har även ett lag i Division 2 under namnet IF Karlstad Fotbollutveckling.
Karlstad BK, grundad 1923, var den mest framgångsrika fotbollsklubben i Karlstad, och den näst mest framgångsrika i Värmland efter Degerfors IF, med 33 säsonger i näst högsta serien och med två andraplatser, en tredjeplats och två fjärdeplatser som bästa resultat. Klubben bedrev en stor ungdomsverksamhet.
Fotbollslaget Carlstad United BK blev 3:a i division 1 för herrar 2008.
QBIK spelade i Damallsvenskan i fotboll åren 2005–2007.
Lagen i Karlstad spelar i följande divisioner:
- IF Karlstad - Ettan Norra (herr)
- QBIK - division 1 Norra Götaland (dam)
- FBK Karlstad - division 2 Norra Götaland (herr)
- Hertzöga BK - division 3 Västra Svealand (herr), division 2 Västra Svealand (dam)
- Norrstrands IF - Skandiamäklarfemman (division 5 östra, herr)
- Råtorps IK - Skandiamäklarfemman (division 5 östra) (herr), Avistrean (division 3, dam)
- Sommarro IF - division 6 södra (herr)
- Carlstad FC - division 7 södra (herr)

### Friidrott och orientering
IF Göta är en av Sveriges främsta friidrottsklubbar och håller i augusti varje år Götagalan.
OK Tyr är Värmlands dominerande orienteringsklubb med Tiomila- och SM-segrar på meritlistan. Tyrstugan ligger i skogen norr om Färjestad och klubben genomför friskvårdssatsningen Friska Karlstad.

### Budō
Karlstad och Karlskoga är värmländska centralorter för ett par framgångsrika stilar av Shitō ryūskolans karatestilar, Kuniba-kai och Inoue-ha Shitō ryū.

### Övrigt
Handbollsklubben IF Hellton ligger på 35:e plats i maratontabellen för damer med senaste säsong 2016/17.
Sjöstads IF vann SM i innebandy för damer 1994, medan Norrstrands IBK vann SM i innebandy för herrar 1986. Det numera bästa laget är Karlstad IBF, där herrlaget 2015/2016 åter spelade i Svenska superligan efter tio år. Även damlaget spelar i den högsta divisionen.
Karlstads Vattenskidklubb (KVSK) bildades 1960 och var av de tidigaste klubbarna i Sverige. De var först med att arrangera svenska och nordiska mästerskap (se Fengersfors avsnitt om Vattenskidsport). KVSK var även pionjärer i Europa inom skidhopp och att flyga vattenskiddrake. Många meriterade åkare genom åren med topp-placeringar inom SM, NM, EM och i VM.
Tennisklubben Karlstads TK bildades 1923 och bedriver sin verksamhet i Karlstad Racketcenter.

## Demografi

### Invånare med utländsk bakgrund
Andelen invånare av utländsk bakgrund, alltså personer födda utomlands eller med två föräldrar födda utomlands, var år 2007 11,4 % för hela Karlstads kommun. De största nationalitetsgrupperna kommer från Irak och Norge följt av Finland. Övriga stora grupper är iranier, bosnier och jugoslaver. Stadsdelarna med de högsta andelarna personer med utländsk bakgrund är Kronoparken (32 %), Gruvlyckan (25 %) och Våxnäs (20 %).[källa behövs]

## Objekt namngivna efter staden
Staden har fått ge namn åt asteroiden 10558 Karlstad.

## Bildgallerier

### Panoramabilder

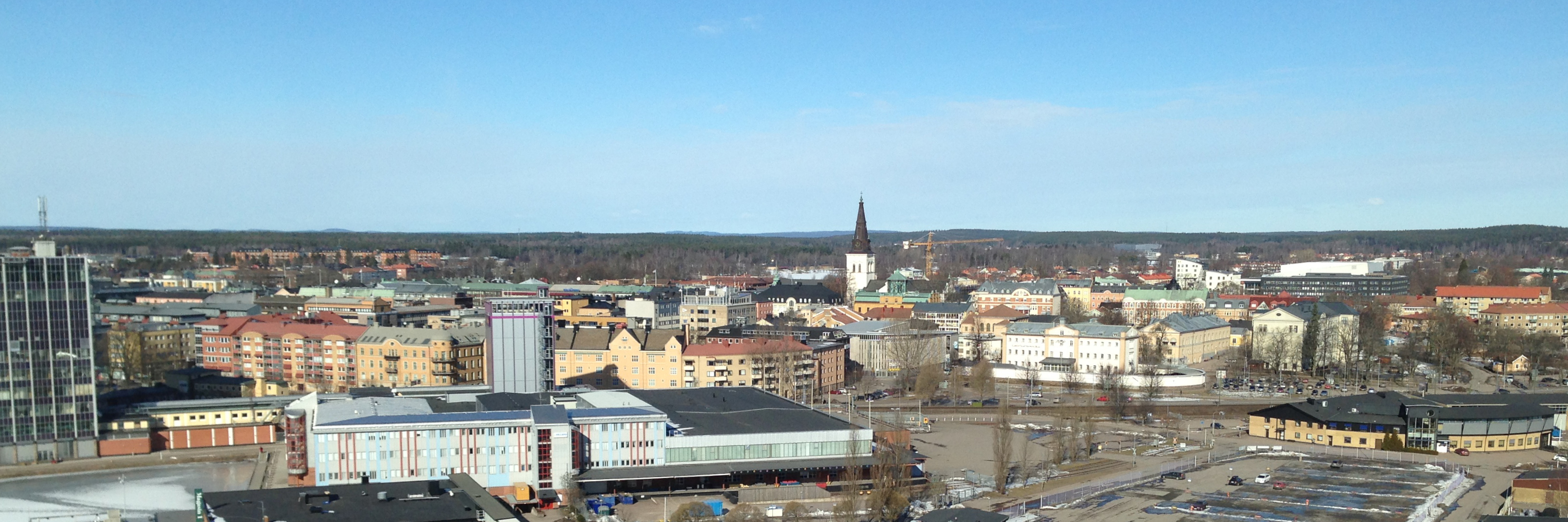
Panorama över staden
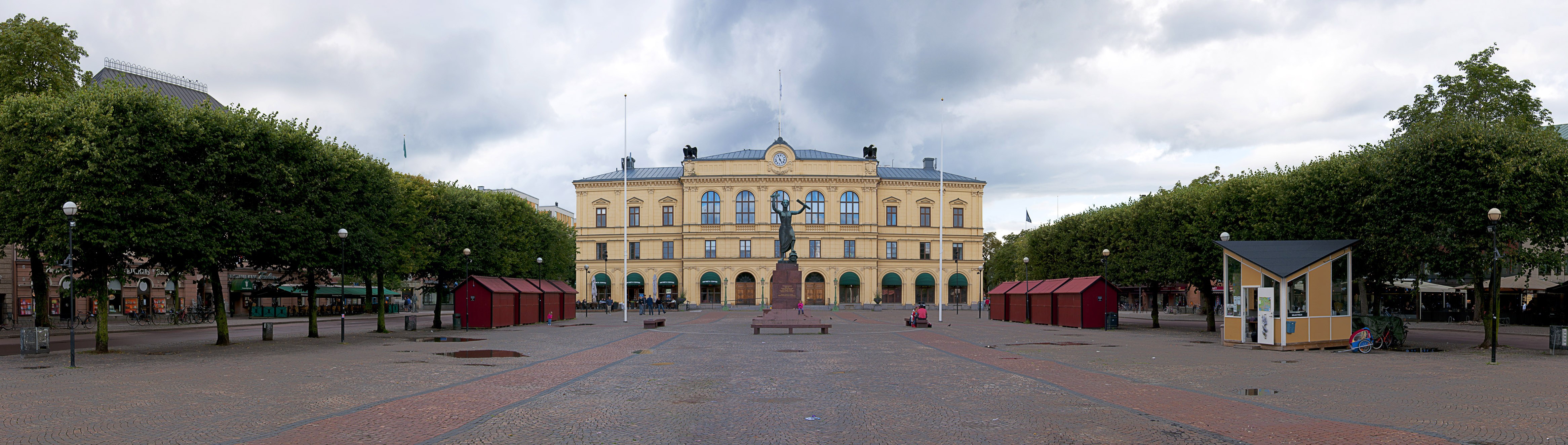
Stora torget i Karlstad, panoramabild
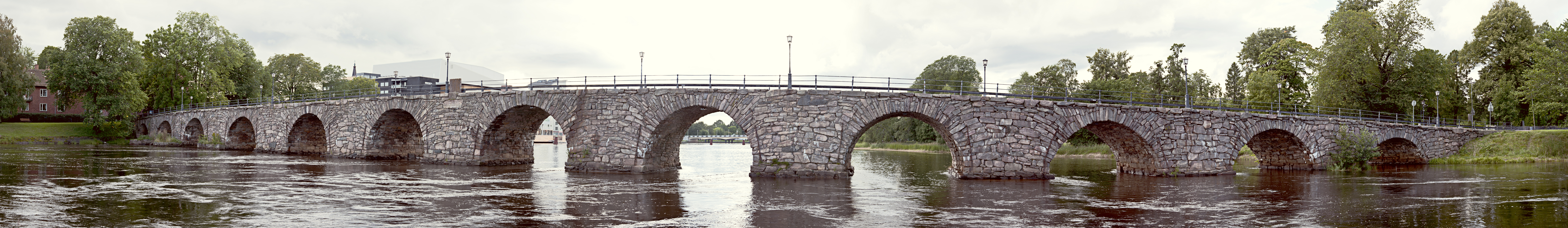
Östra bron i Karlstad, panoramabild

### Allmänna bilder

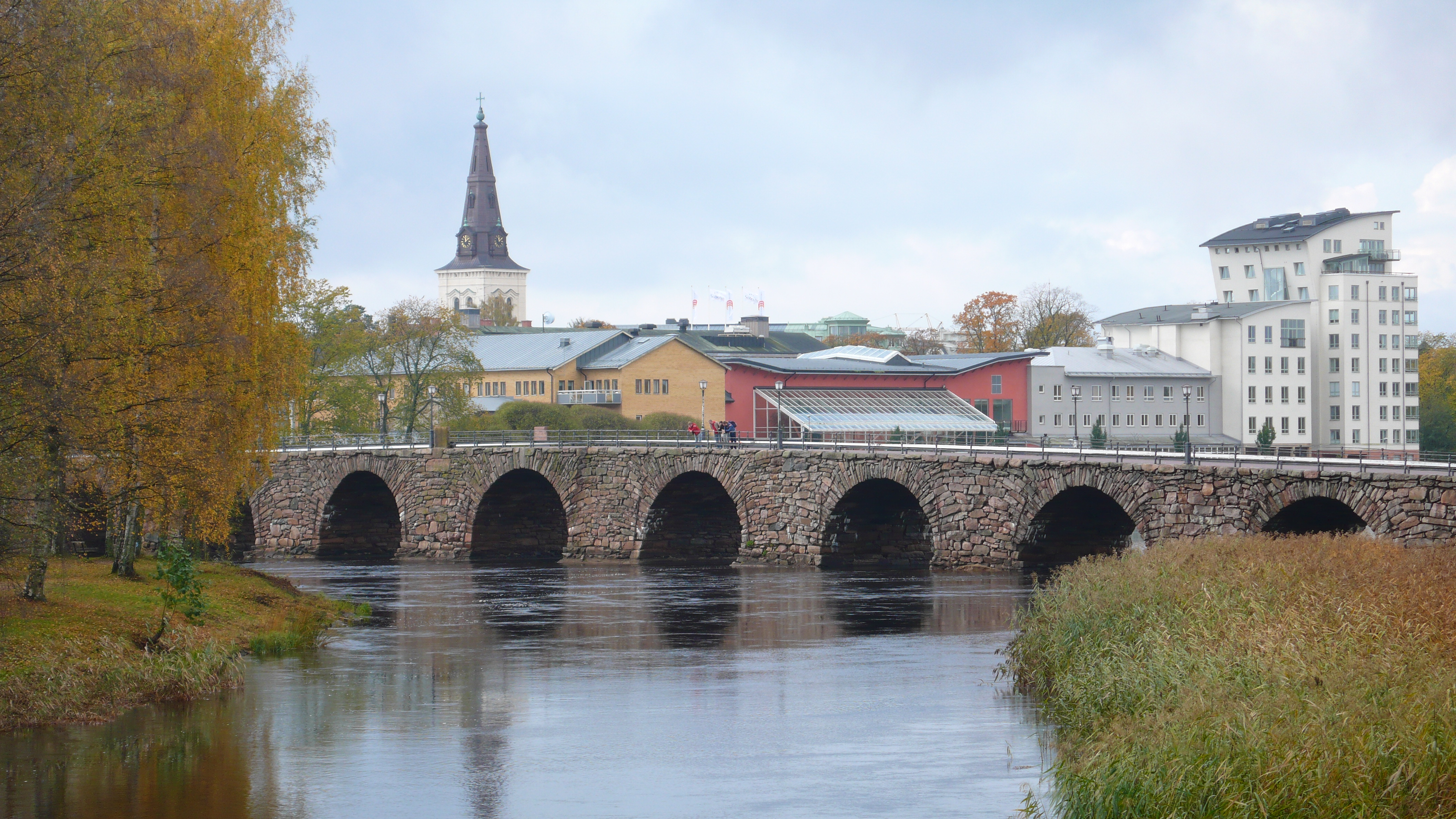
Östra bron från slutet av 1700-talet med Karlstads domkyrkas tornspira i bakgrunden
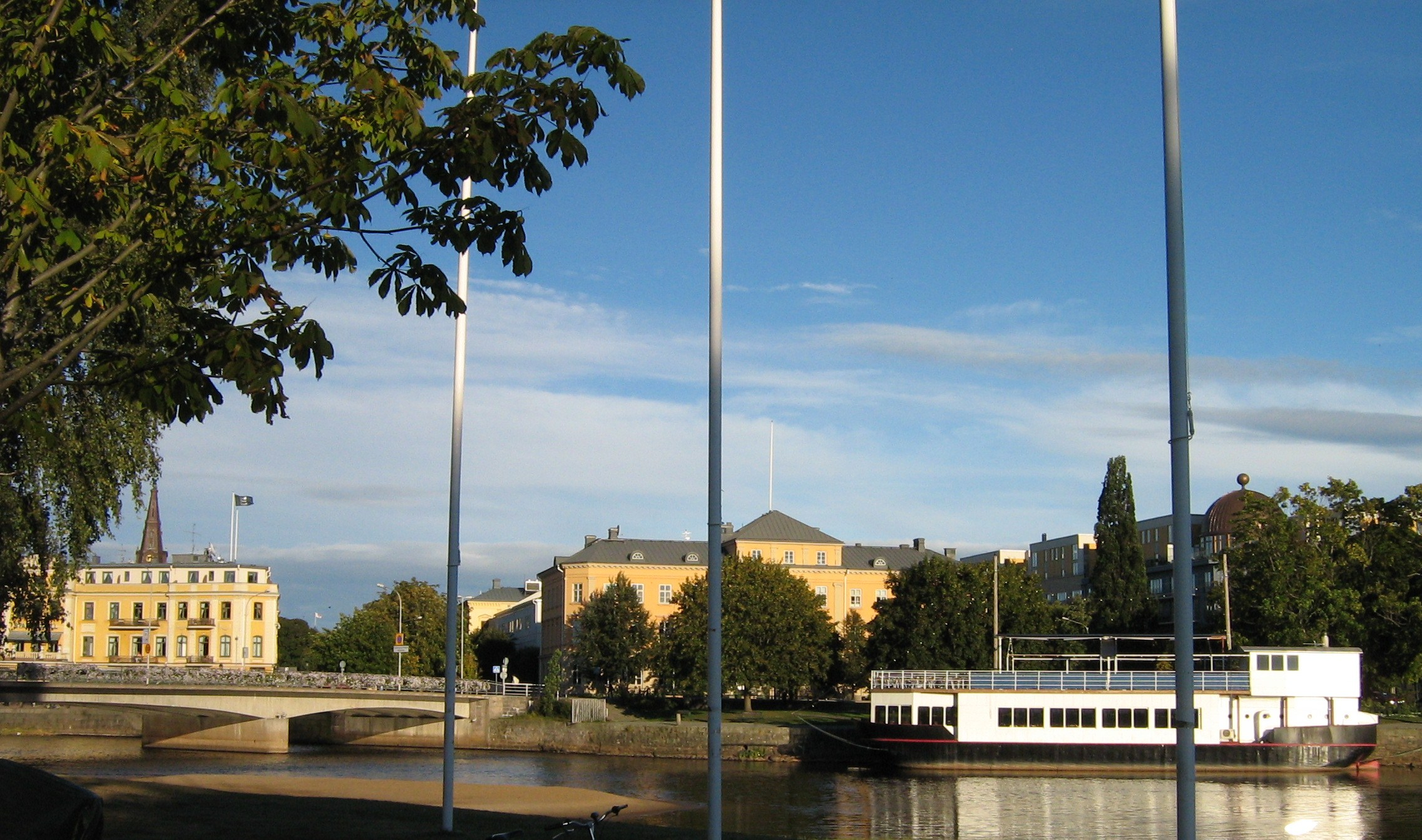
Landshövdingeresidenset bredvid stadshotellet till vänster. Bakom hotellet syns domkyrkans tornspira. Till höger ses kopparkupolen på shoppinggallerian Mitt i City.
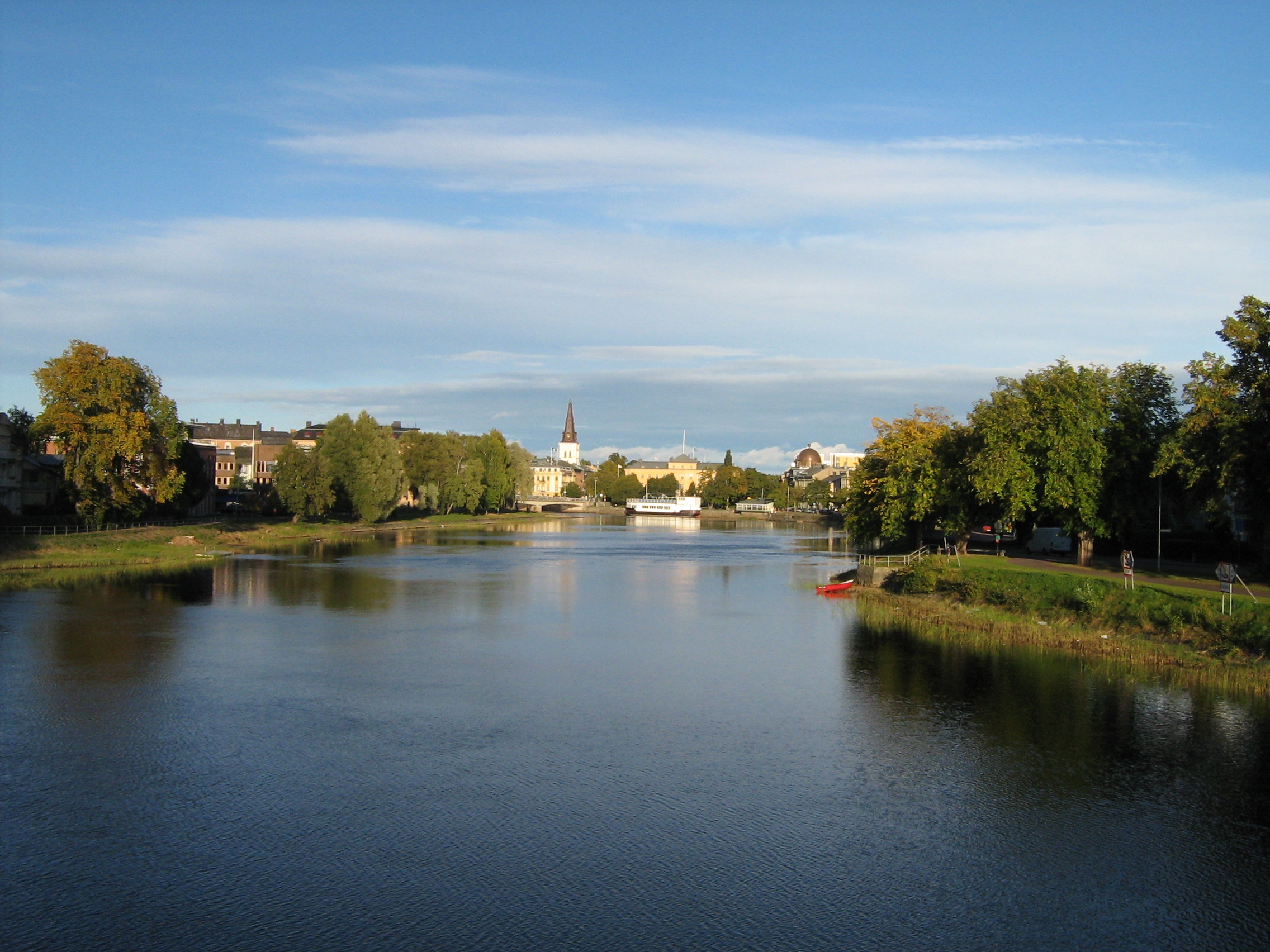
Karlstads centrum (Tingvallastaden) från Klaraborgsbron över västra älvgrenen (Klarälven).
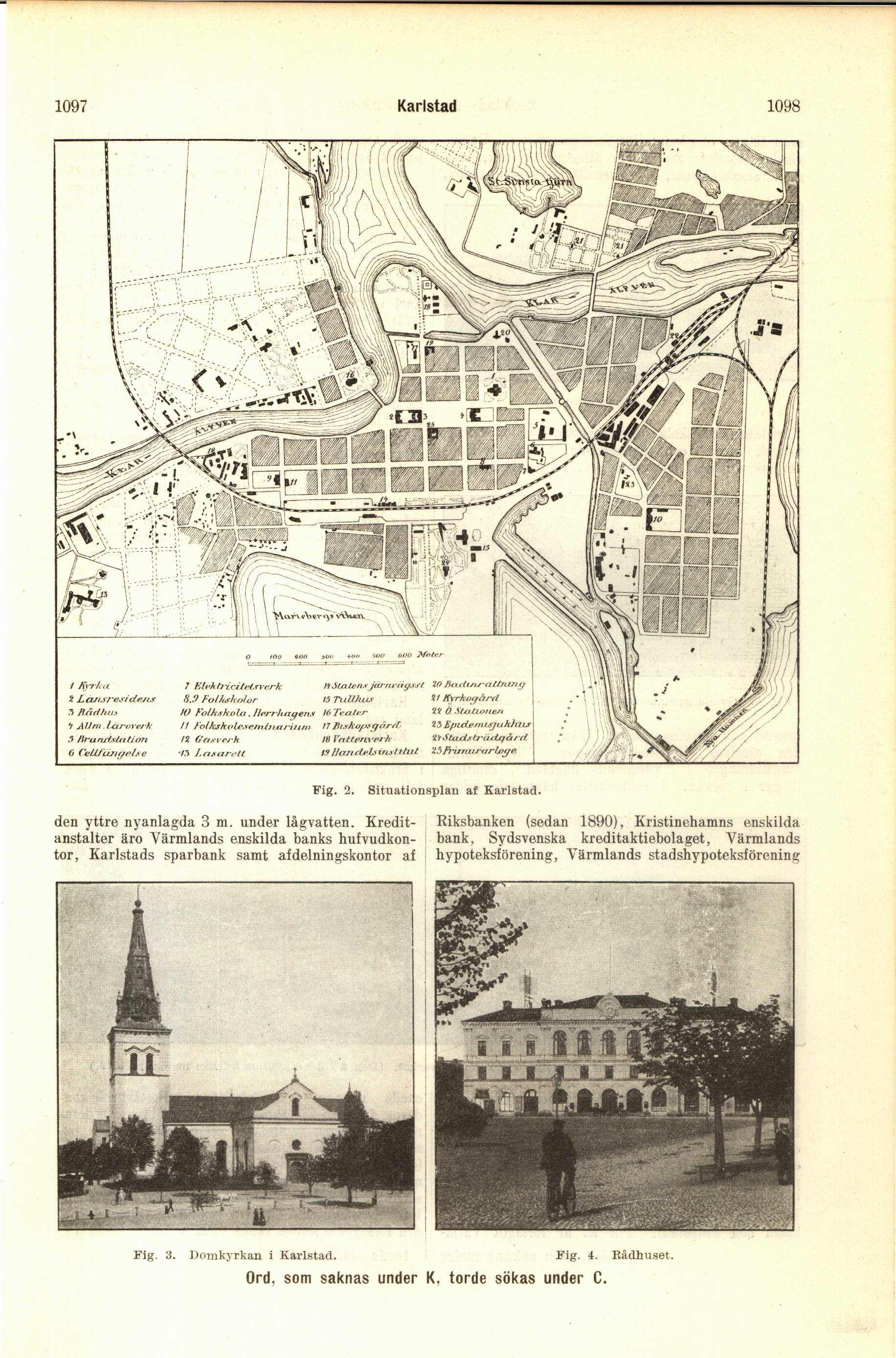
Karlstads vägnät, domkyrka och rådhus, från Nordisk familjebok

### Byggnader som överlevt branden 1865

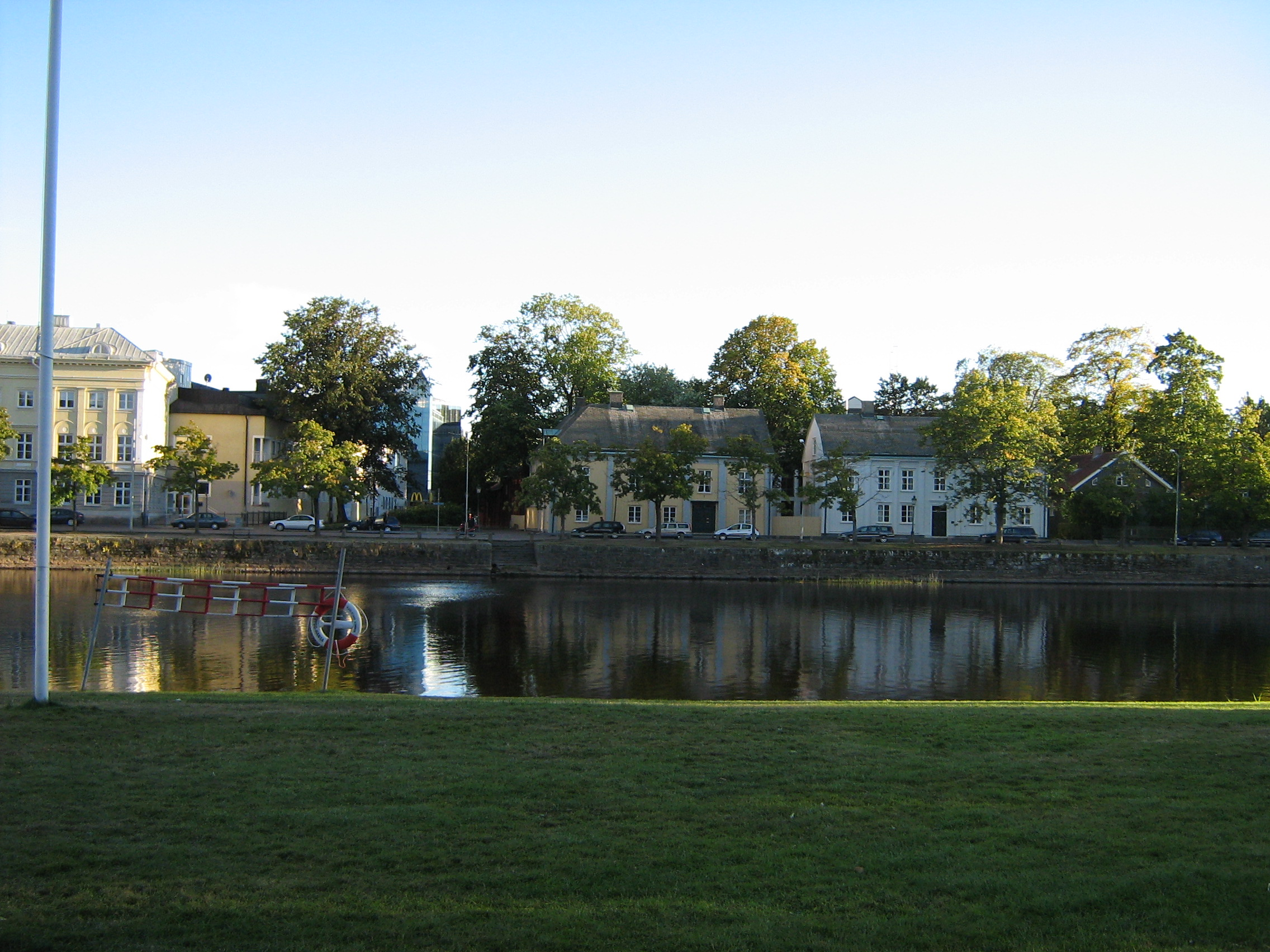
Trähus vid Älvgatan på andra sidan älven, vilka är bevarade från tiden före branden 1865
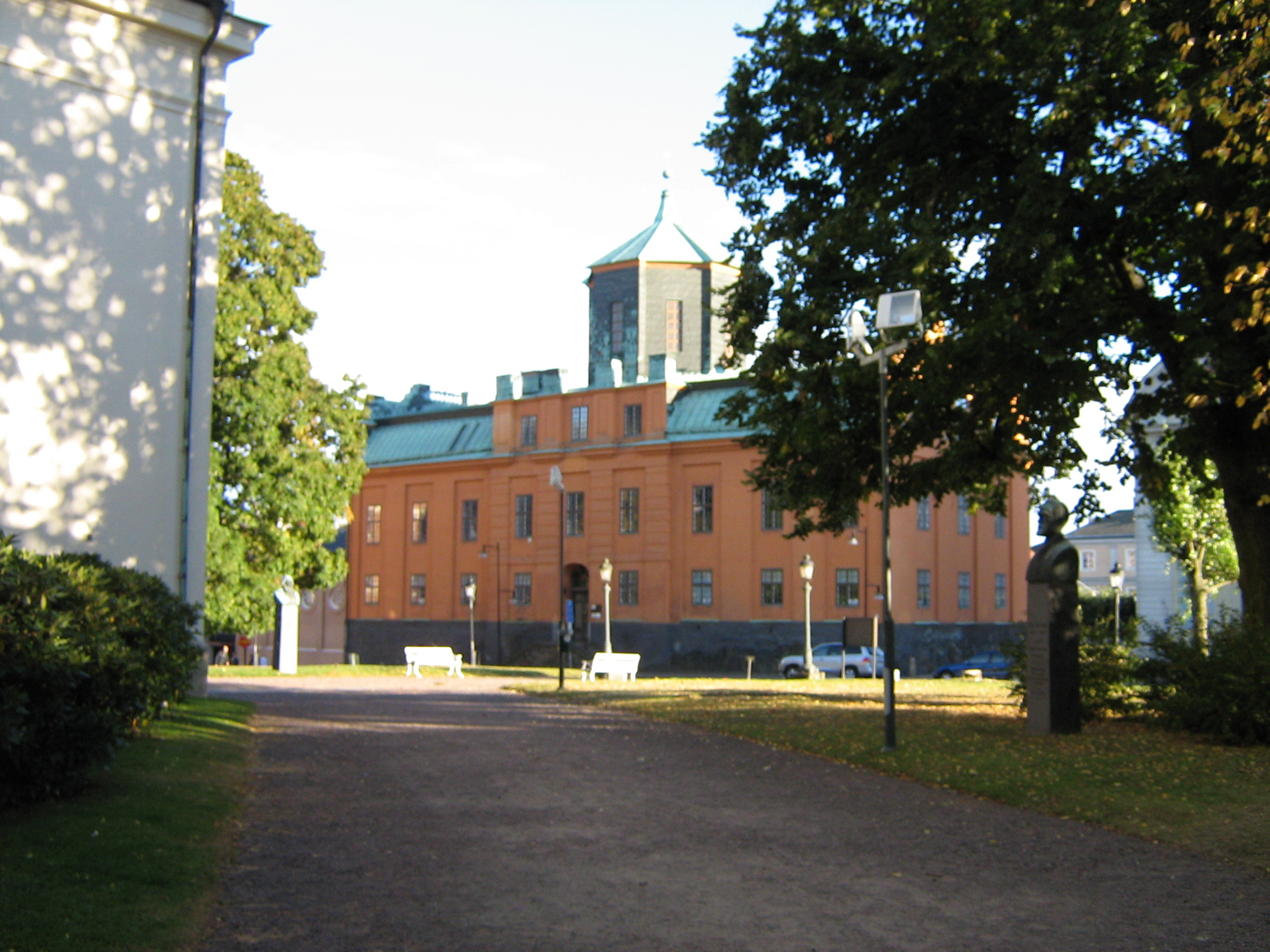
Gamla gymnasiet söder om domkyrkan (vars mur skymtar till vänster). Gymnasiet är också en av de byggnader som överlevde branden 1865
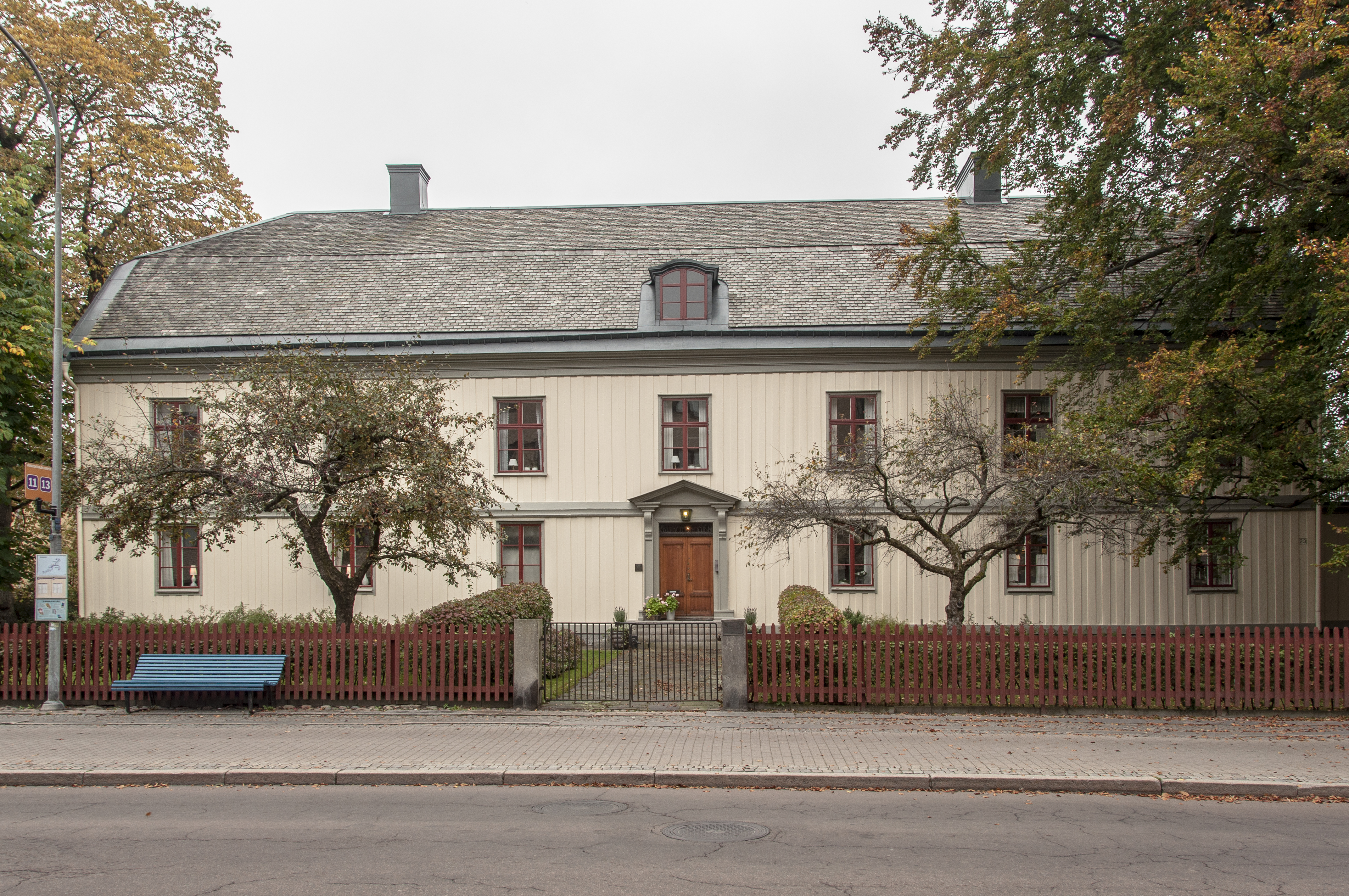
Biskopsgården, som också klarade sig undan branden 1865
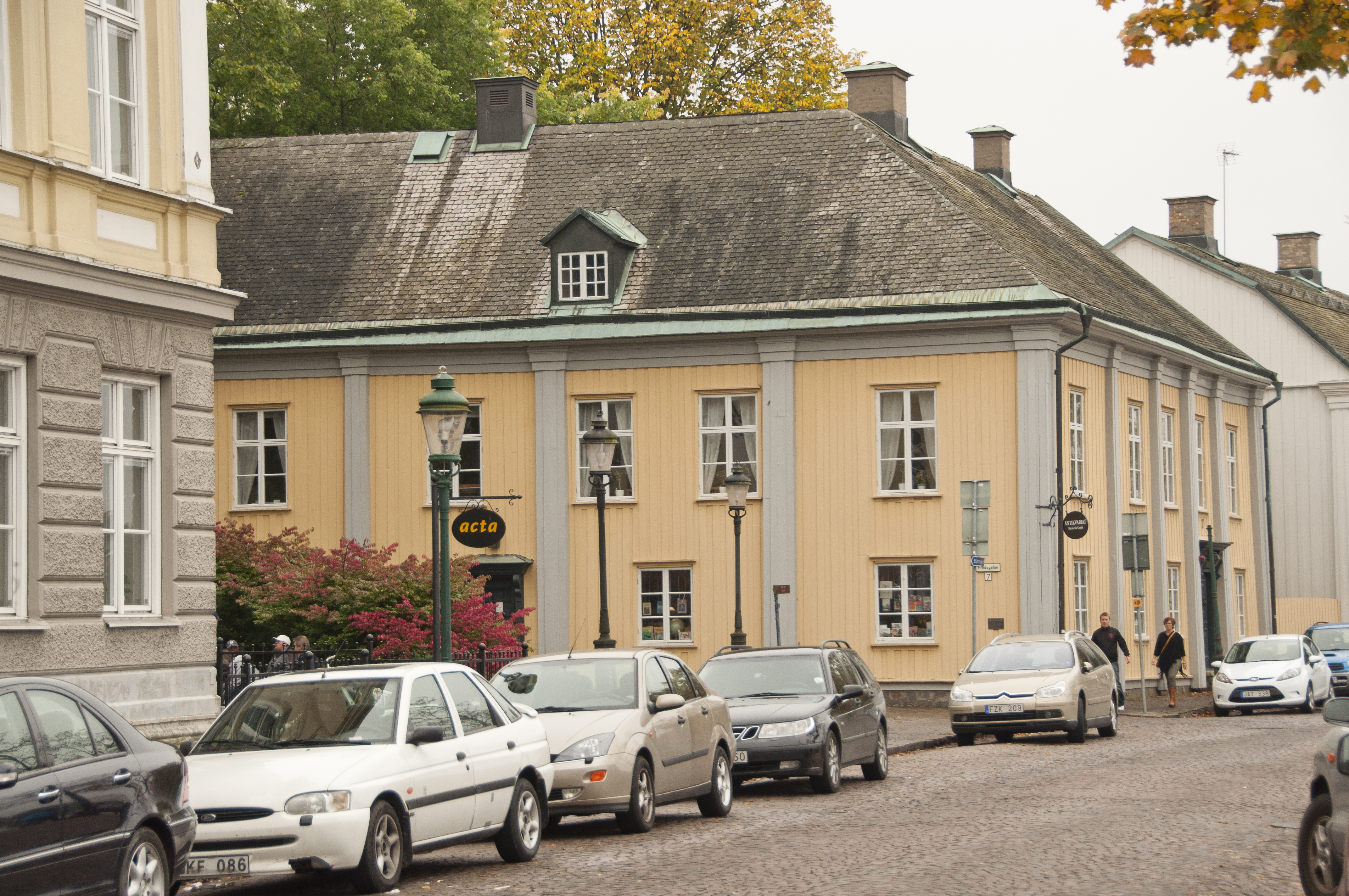
Kvarteret Almen
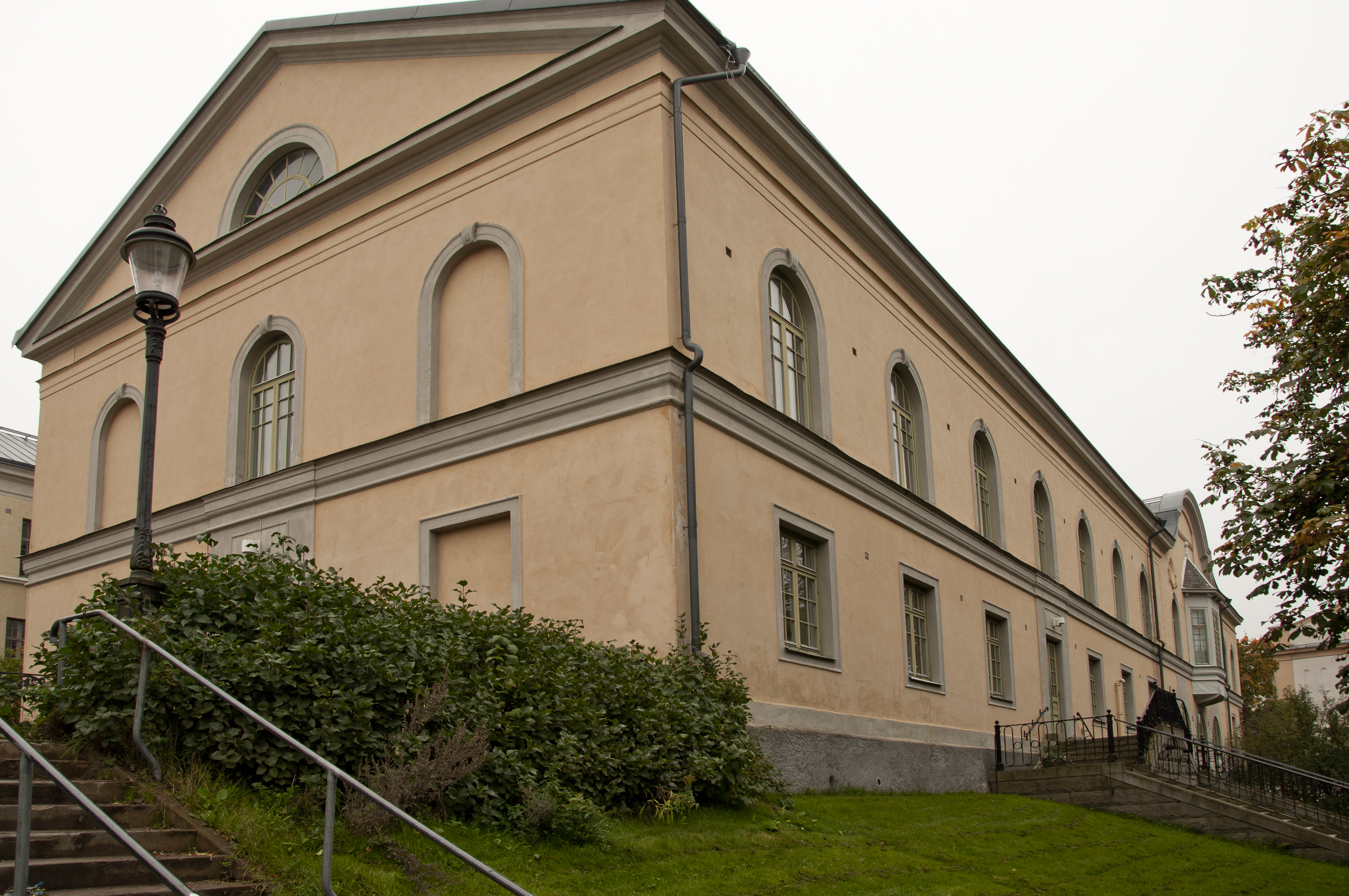
Gamla Lasarettet

### Karlstads domkyrka

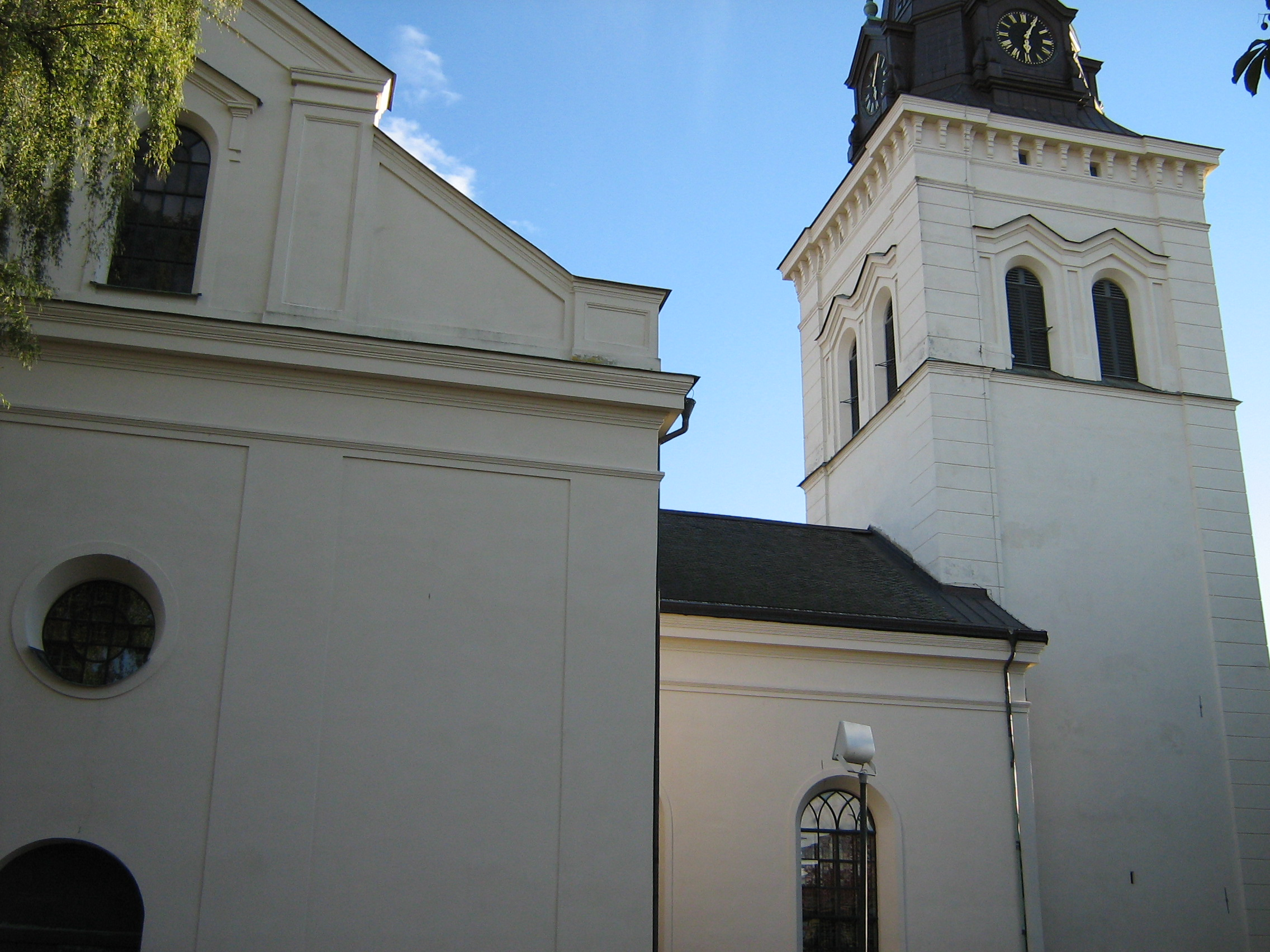
Karlstads domkyrka från norr
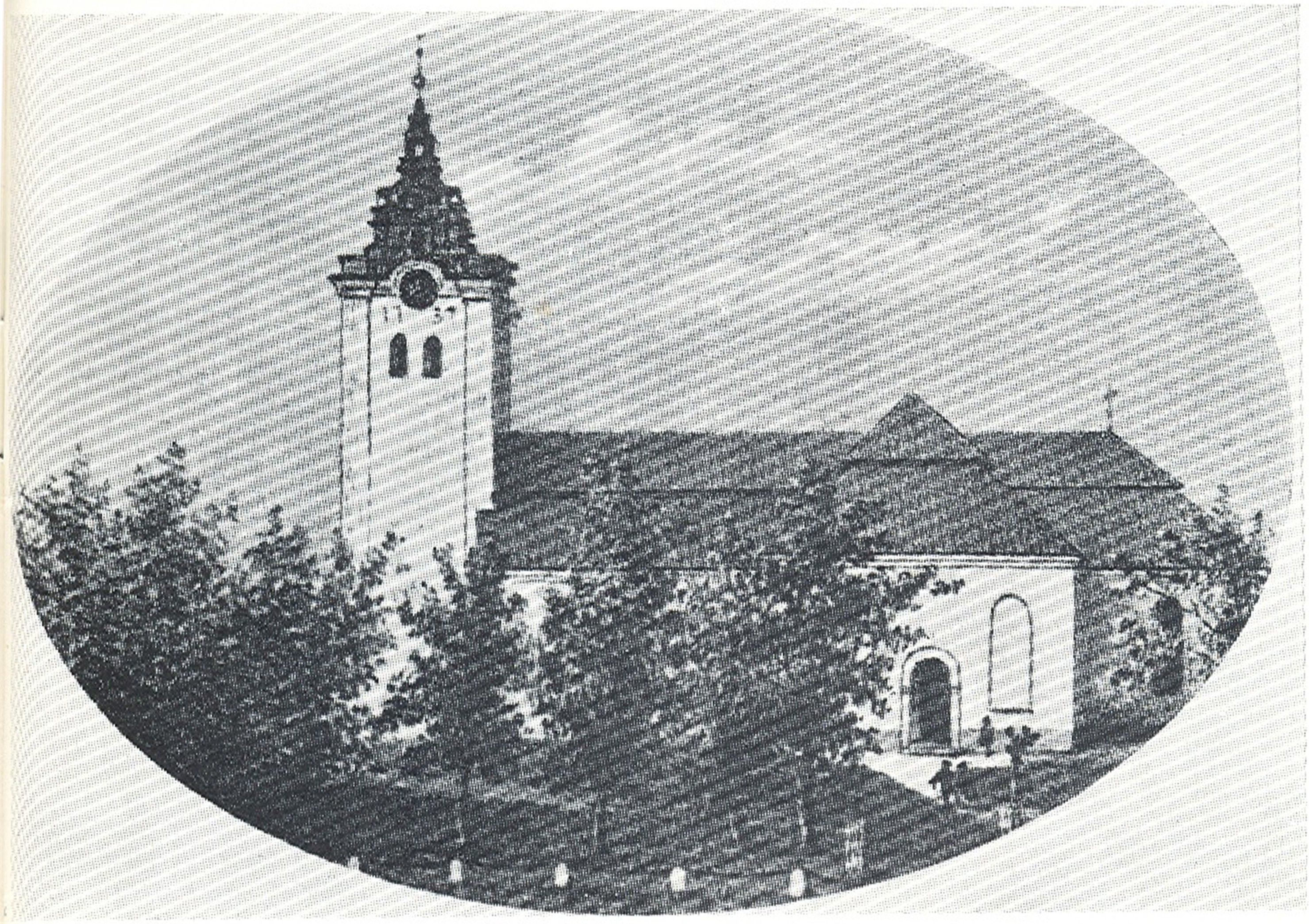
Karlstads domkyrka före branden 1865
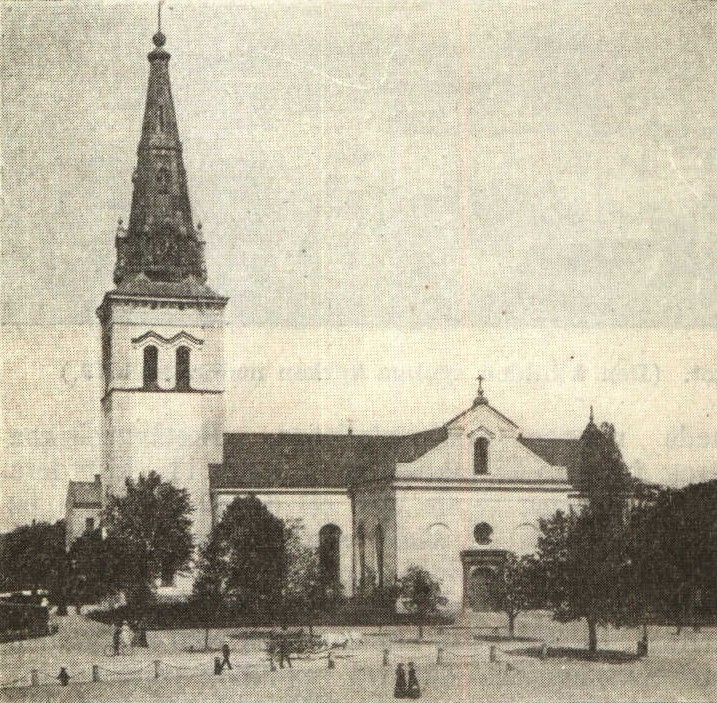
En gammal bild på Karlstads domkyrka i gamla Nordisk Familjebok

### Statyer

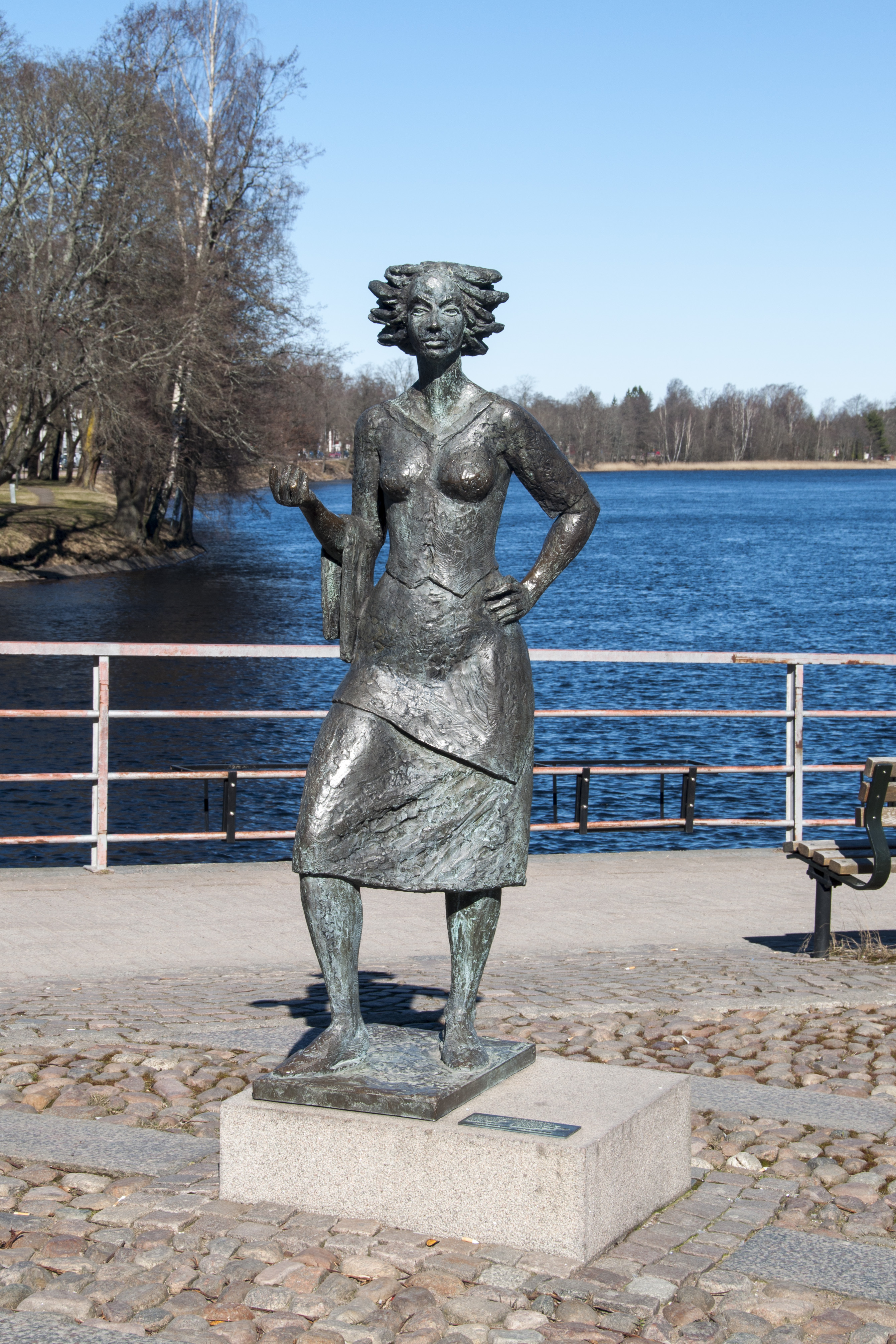
En staty över Sola i Karlstad
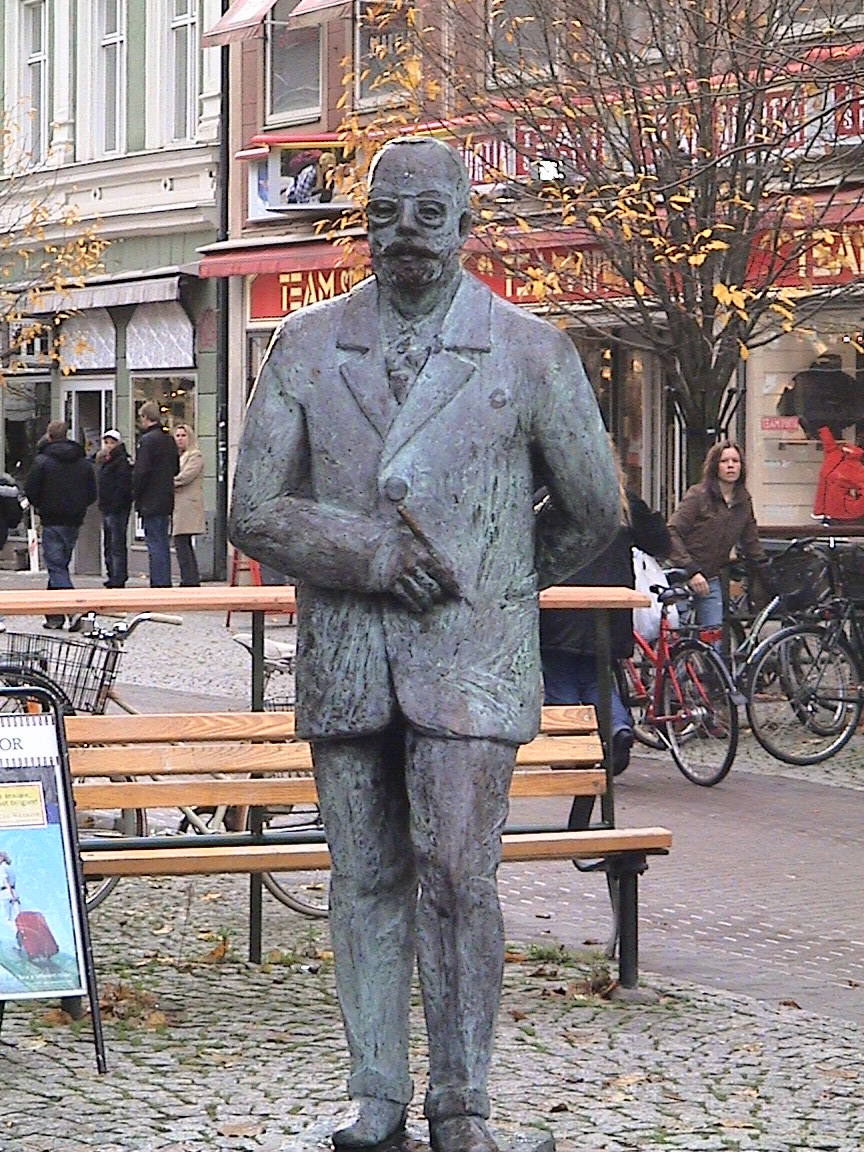
En staty över Gustaf Fröding på Västra Torggatan söder om Stora torget
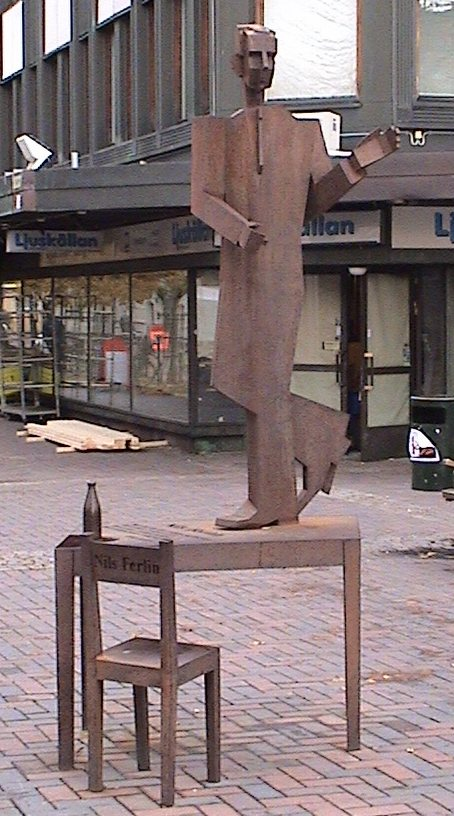
En staty över Nils Ferlin på Västra Torggatan norr om Stora torget
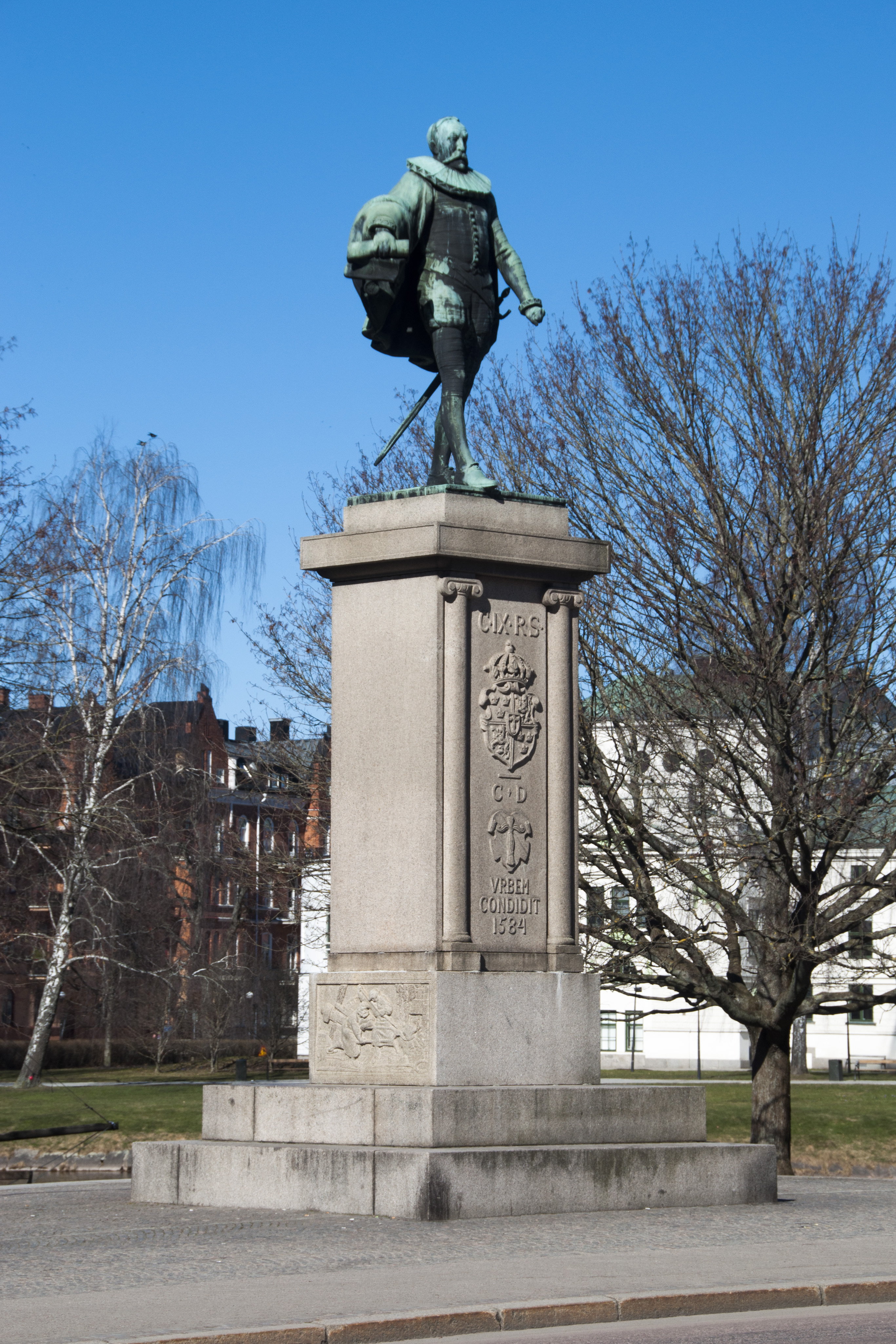
En staty över Karl IX, stadens grundare, vid älven framför residenset. Före grundandet var orten en marknadsplats (en köping) och en tingsplats kallad Tingvalla
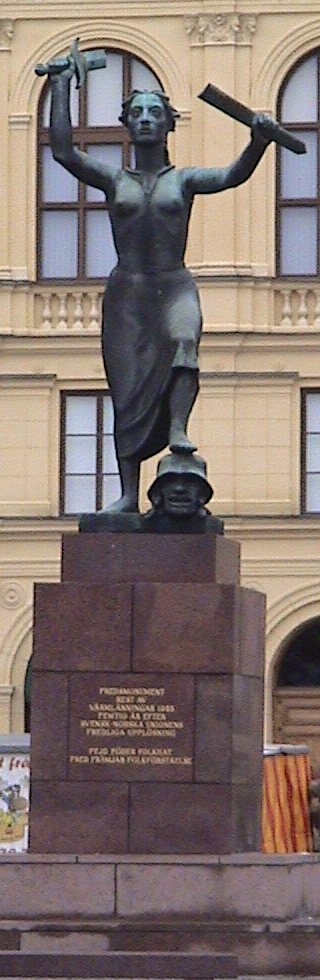
Staty rest 1955 till åminnelse av den fredliga unionsupplösningen mellan Sverige och Norge i Karlstad 1905. Bakom statyn skymtar rådhuset.
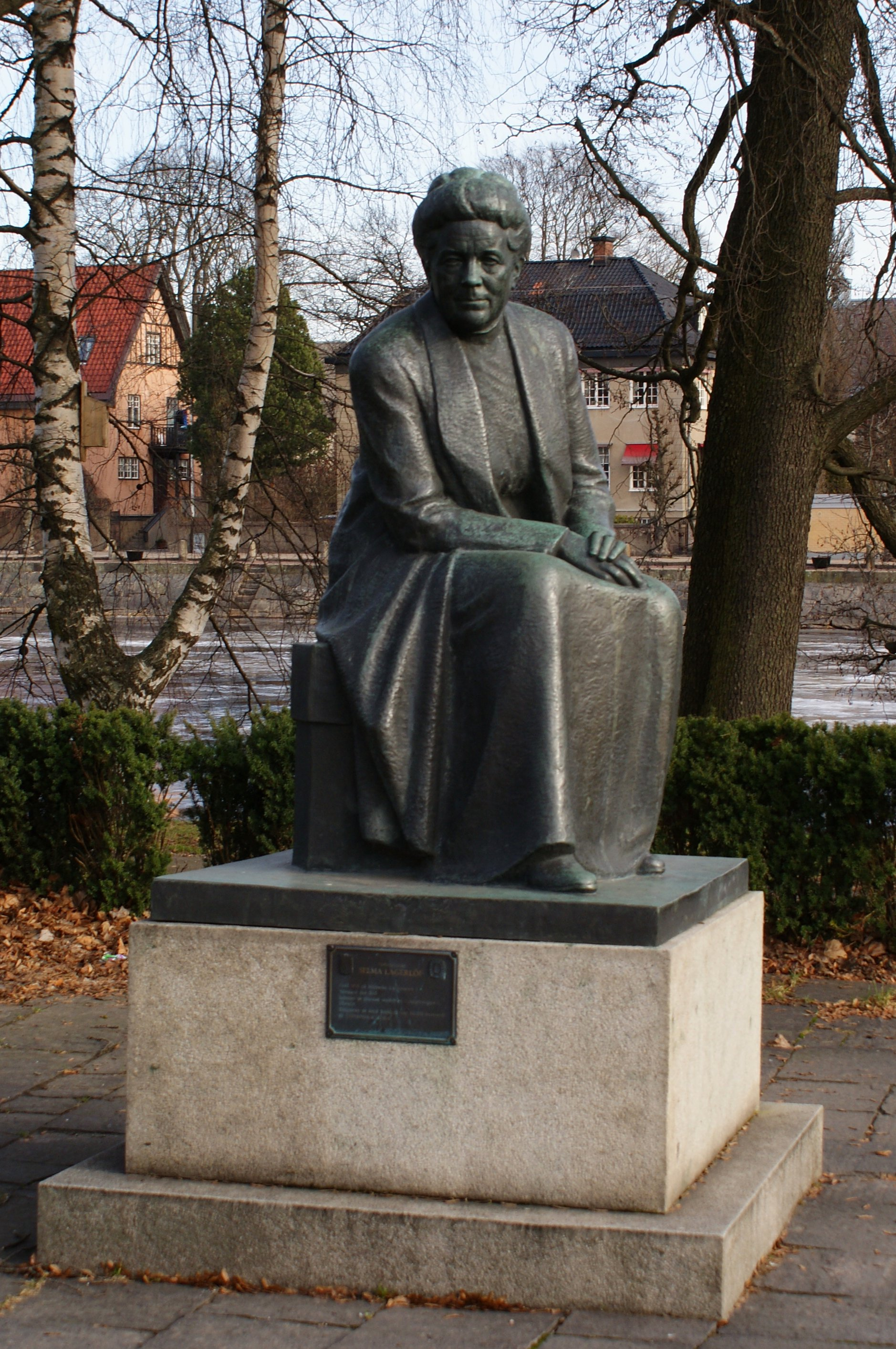
Staty av Selma Lagerlöf i Klara.